# Llista de plaques commemoratives de Barcelona (Ciutat Vella)
Llista de plaques commemoratives del districte de Ciutat Vella de Barcelona catalogades per l'Ajuntament de Barcelona com a art públic per ser manifestacions de decòrum o de memòria de la ciutat.
| Títol                                                                                      | Inscripció | Autor/Data                                                                               | Material                                 | Localització | Codi          | Imatge |
| ------------------------------------------------------------------------------------------ | --- | ---------------------------------------------------------------------------------------- | ---------------------------------------- | --- | ------------- | --- |
| Santa Eulàlia                                                                              | EVLALIAE / VIRGINIS ET. MARTYRIS / PATRONAE. SANCTAE. OPIFERAE. SOSPITATRICIS / CIVITATIS. BARCINONENSIS / QVVM. VETVSTISSIMA. EFFIGIES / HEIC. OLIM EXSTANS. / DIRVTA. IN. DOMO / PROPE. LOCVM. VBI. HONOREM. VIRGINITATIS / MATYRII. LAVDE. CVMVLAVIT. / SVPERIORVM. TEMPORVM. / INIVRIA. ET. NEGLIGENTIA / IAMDIV. FVERIT. PENITVS. AMISSA / NEC. INTER. AEDIFICII. RVDERA / NEC. VLLO. IN. LOCO. AMPLIVS. REPERTA / VT. REI. AC. PRSTINAE. IMAGINIS. MEMORIA / NVLLA. VNQVAM. AETATE. DILABATVR / NOVAM. HANC. IPSIVS. LAPIDEAM. STATVAM / HISCE. IN. AEDIBUS. VETERI. SVPER. EADEM. AREA / SVA. IMPENSA. A. FVNDAMENTO. INSTAVRATIS / DOMINICVS. TABERNER. ET. PRIMS / CONSTITVENDAM. CVRAVIT / ANNO. CHRISTIANO. M.D.CCCC. / AD. PRAESENTISSIMVM. CAELESTIS. PATRONAE. AUXILIUM / SIBI. SVISQVE. SERAM. IN. POSTERITATEM / PROMERENDVM / EDWARDUS MARIA GARCIA / FRVTOS / E SOCIETATE IESV | 1900                                                                                     | pedra de Montjuïc                        | Casa Taberner 41° 22′ 53″ N, 2° 10′ 25″ E / 41.38133°N,2.17353°E                                                                         | 08919/1185-1  | Santa Eulàlia · Modifica el valor a Wikidata · Carregueu una nova foto d'aquesta obra                                               |
| Santa Eulàlia                                                                              | D.O.M. / HANC. LAPIDEAM. IMAGINEM. / INCLITAE. BARCHINONENSIS. EULALIAE. / GLORIOSISSIMI MONUMENTUM. MARTYRII. / PER. IPSAM NON. PROCUL. AB. HINC. CONSUMMATI. / PRISCAE. PORTAE. / QUONDAM. PROPE. HUIC. LOCO. CONTIGUAE. / TANTAE. HEROÏNAE. SACRAE. / VERSIONI. OB. PUBLICAM. VENUSTATEM. PROCURATAE. SUPERSTITEM. / AC. RELLIGIONE. SERVATAM. / TANDEM. / CAROLO III. IMPERANTE. / EX. HUMANISSIMA. HUJUSCE. CIVITATIS. SENATUS. CONCESSIONE. / IN. HIS. QUAS DENUO. EXAEDICAVIT AEDIDUS / PUBLICAE. DEVOTIONIS. / PRIVATAEQUE. CLIENTELAE. PIGNUS / REPOSUIT. / JOSEPHUS, FERRERA ET PASQUAL. PHARMACOPOLA BARCHINONAE. / ANNO DOMINI M D CC L XXXV | 1785                                                                                     | pedra de Montjuïc                        | Casa Taberner 41° 22′ 53″ N, 2° 10′ 25″ E / 41.38133°N,2.17353°E                                                                         | 08919/1185-1  | Santa Eulàlia · Modifica el valor a Wikidata · Carregueu una nova foto d'aquesta obra                                               |
| Jaume Garriga Miquel                                                                       | JAUME GARRIGA I MIQUEL (1846 -1902) / SECRETARI DE LA JUNTA REVOLUCIONÀRIA DE BARCELONA. EL 1868 ORDENÀ LA SIMBÒLICA DESTRUCCIÓ DE LES MURALLES DE LA CIUTADELLA, / PER OBTENIR DEL CAP DEL GOVERN, EL GENERAL PRIM, L'ENTREGA DEL SEU RECINTE, GRÀCIES A LA SEVA GRAN AMISTAT AMB PRIM. / OBTINGUÉ D'AQUEST, EL 10 DE GENER DE 1869, LA FIRMA DEL DECRET DE LA CESSIÓ DELS TERRENYS A LA CIUTAT. EN EL RECONEIXEMENT / A LA SEVA DECISIVA INTERVENCIÓ, L'ALCALDE RIUS I TAULET EL NOMBRÀ REGIDOR EMÈRIT I VITALICI DE L'AJUNTAMENT DE BARCELONA | c 2002                                                                                   | alumini daurat                           | Parc de la Ciutadella 41° 23′ 11″ N, 2° 11′ 13″ E / 41.38639°N,2.18684°E                                                                 | 08019/1015-2  | Jaume Garriga Miquel · Carregueu una nova foto d'aquesta obra                                                                       |
| Francesc Martorell                                                                         | En 25 de setiembre de 1882 / reinando S. M. D. Alfonso XII (q.D.G.) / y siendo Alcalde Constitucional / de esta Ciudad el Exmo. Sor. / D. Francisco de P. Rius y Taulet / Se inauguró este Museo de / Arqueología é Historia Natural El Exmo. Ayuntamiento Constitucional / de esta Ciudad deseando rendir un publico / testimonio de gratitud al insigne patricio / D. Francisco Martorell y Peña / por haber legado á Barcelona todas sus / colecciones de Arqueología é Historia Natural / y, además de otras dádivas, fundado un / premio quinquenal para la mejor obra de / Arqueología Española, acordó en sesión publica / de 16 de agosto de 1882, dar á este Museo el nombre / de Museo Martorell | 1882                                                                                     | pedra sorrenca                           | Museu Martorell 41° 23′ 14″ N, 2° 11′ 04″ E / 41.38717°N,2.18446°E                                                                       | 08019/1021-2  | Francesc Martorell · Carregueu una nova foto d'aquesta obra                                                                         |
| Porta de la Ciutadella, Inscripció                                                         | ALCALDIA CONSTITUCIONAL / DE BARCELONA / Siendo estos Parque y jardines propiedad / de todos los ciudadanos a todos ellos interesa / su conservacion. Por esto los pone bajo su / especial cuidado y vigilancia. El Alcalde Constitucional / Francisco de P. Rius y Taulet | 1888                                                                                     | pedra sorrenca                           | Parc de la Ciutadella (accés per pg. Lluís Companys) 41° 23′ 20″ N, 2° 11′ 01″ E / 41.38890°N,2.18359°E                                  | 08019/1026-2  | Porta de la Ciutadella · Carregueu una nova foto d'aquesta obra                                                                     |
| Als màrtirs de 1714                                                                        | ALS MÀRTIRS DE 1714 / Al Fossar de les Moreres / no s'hi enterra cap traïdor / fins perdent nostres banderes / serà l'urna de l'honor. | 1915                                                                                     | marbre blanc                             | Pl. del Fossar de les Moreres 41° 23′ 02″ N, 2° 10′ 58″ E / 41.38378°N,2.18268°E                                                         | 08019/1156-3  | Als màrtirs de 1714 · Carregueu una nova foto d'aquesta obra                                                                        |
| Sant Josep Oriol                                                                           | EN RECORT DE / LA CANONISACIO / DEL GLORIOS / S JOSEPH ORIOL / XX DE MAIG DE MCMIX | 1909                                                                                     | pedra calcàrea                           | Palma de Sant Just, 4 (Casa Sagrera) 41° 22′ 57″ N, 2° 10′ 43″ E / 41.38239°N,2.17869°E                                                  | 08019/1203-1  | Sant Josep Oriol · Carregueu una nova foto d'aquesta obra                                                                           |
| Francesc Salvà i Campillo                                                                  | 1751 - 1828 / EL DOCTOR / FRANCESC SALVÀ / I CAMPILLO / eminent home de ciències / nasquè, visquè i morì a la casa / nº 11 d'aquest carrer de petritxol / homenatge dels veïns:1958 / J. Guivernau | Ceràmica de Josep Guivernau, signada 1958                                                | ceràmica                                 | Petritxol, 11 41° 22′ 58″ N, 2° 10′ 22″ E / 41.38291°N,2.17287°E                                                                         | 08019/1204-1  | Francesc Salvà i Campillo · Carregueu una nova foto d'aquesta obra                                                                  |
| Jocs Florals                                                                               | ELS JOCS FLORALS / TINGUEREN RENOVADA / EXPRESSIO EN AQUESTA / PLAÇA DE LA LLANA / DES DE L'ANY 1956 / MAIG DEL 1967 | Escultor: Frederic Marès 1967                                                            | pedra calcària                           | Pl. de la Llana 41° 23′ 07″ N, 2° 10′ 46″ E / 41.38524°N,2.17954°E                                                                       | 08019/1206-1  | Jocs Florals · Carregueu una nova foto d'aquesta obra                                                                               |
| Commemoració de l'ampliació del Palau de la Ciutadella (actualment Parlament de Catalunya) | LA CIUTAT DE BARCELONA A XXIV DE / DESEMBRE DE MCMIII DECIDI ENGRANDIR / LO VELL PALAU DE LA CIUTADELA AH AQUESTA / OBRA COMENSADA A XXVI DE SETEMBRE DE MCMIV / PER A HONOR Y PERPETUITAT DE LES ARTS | 1907                                                                                     | gravat sobre pedra de Montjuïc           | Palau del Parlament de Catalunya 41° 23′ 15″ N, 2° 11′ 21″ E / 41.387422°N,2.189052°E                                                    | 08019/1208-1  | Commemoració de l'ampliació del Palau de la Ciutadella (actualment Parlament de Catalunya) · Carregueu una nova foto d'aquesta obra |
| Eugeni D'Ors                                                                               | EN ESTA CASA / NACIÓ / EVGENIO D'ORS / 1882 - 1954 | Escultor: Frederic Marès, atrib. 1964                                                    | marbre                                   | Comtal, 2 41° 23′ 10″ N, 2° 10′ 21″ E / 41.38624°N,2.17255°E                                                                             | 08019/1209-1  | Eugeni D'Ors · Carregueu una nova foto d'aquesta obra                                                                               |
| Josep Francesc Mornau                                                                      | ESTA CASA, PATRIÓTICAMENTE CEDIDA POR / D. JOSÉ FRANCISCO DE MORNAU / FUÉ UNO DE LOS CENTROS DE REUNIÓN DE LOS / HERÓICOS BARCELONESES QUE DEBIAN LIBERTAR / A BARCELONA DE LA DOMINACIÓN FRANCESA / EN LA NOCHE DE XI DE MAYO DE MDCCCIX. / DESCUBIERTA LA CONSPIRACIÓN FUERON / AHORCADOS POU, GALLIFA, NAVARRO, AULET, / MASSANA, LASTORTRAS, PORTET Y MAS. / D. JOSÉ FRANCISCO DE MORNAU / CONDENADO A MUERTE POR LA PATRIÓTICA CESIÓN / DE SU CASA SE SALVÓ HUYENDO DE BARCELONA. | c 1884                                                                                   |                                          | Ample, 35 (Palau Mornau) 41° 22′ 51″ N, 2° 10′ 49″ E / 41.3808°N,2.18018°E                                                               | 08019/1212-1  | Josep Francesc Mornau · Carregueu una nova foto d'aquesta obra                                                                      |
| Rubén Darío                                                                                | A / RUBEN DARIO / EXIMIO POETA / NICARAGUENSE / 1867 - 1916 / OBSEQUIO A BARCELONA / DEL EMBAJADOR D.JUSTINO / SANSON BALLADARES RUBEN DARIO PRINCIPE DEL VERSO CASTELLANO | c. 1973                                                                                  | marbre blanc amb medalló de bronze       | Pl. del Parlament de Catalunya 41° 23′ 15″ N, 2° 11′ 21″ E / 41.38747°N,2.18923°E                                                        | 08019/1213-1  | Rubén Darío · Carregueu una nova foto d'aquesta obra                                                                                |
| A la Unió Europea                                                                          | AJUNTAMENT DE BARCELONA / La Ciutat de Barcelona vol agrair a la Unió Europea la seva / participació decisiva en la creació d'aquest nou espai cívic / que ha gaudit del màxim finançament previst en el programa / de millora del medi ambient dels Fons de Cohesió. / 21 de setembre de 2000 | 2000                                                                                     | bronze                                   | Rambla del Raval, 14 41° 22′ 42″ N, 2° 10′ 09″ E / 41.378404°N,2.169263°E                                                                | 08019/1214-1  | A la Unió Europea · Carregueu una nova foto d'aquesta obra                                                                          |
| Centenari del Parc Zoològic                                                                | La Asociación Española de Zoos y de / Acuarios al Parc Zoològic de Barcelona / en su centenario como reconocimiento a su / relevante labor en pro de la fauna. / 28 de septiembre de 1992 | 1992                                                                                     | marbre blanc                             | Parc de la Ciutadella -Zoo- 41° 23′ 08″ N, 2° 11′ 20″ E / 41.38545°N,2.18893°E                                                           | 08019/1215-1  | Carregueu una nova foto d'aquesta obra                                                                                              |
| La Casa de Madrid a la Ciutat de Barcelona                                                 | LA CASA / DE MADRID / A LA / CIUDAD DE / BARCELONA Pza de la Villa / de Madrid viii.55 | Atrib. a Ceràmiques Montserrat 1955                                                      | ceràmica                                 | Pl. Villa de Madrid 41° 23′ 05″ N, 2° 10′ 19″ E / 41.38467°N,2.17181°E                                                                   | 08019/1216-1  | La Casa de Madrid a la Ciutat de Barcelona · Carregueu una nova foto d'aquesta obra                                                 |
| Els Quatre Gats                                                                            | 4 GATS / CENTENARI / 1897 - 1997 / PERE ROMEU - JOSEP M. FERRE / Cent anys de Modernisme i Cultura a / "ELS QUATRE GATS" | 1997                                                                                     | coure sobre fusta                        | Montsió, 3 bis (Casa Martí) 41° 23′ 09″ N, 2° 10′ 25″ E / 41.38576°N,2.1737°E                                                            | 08019/1217-1  | Els Quatre Gats · Carregueu una nova foto d'aquesta obra                                                                            |
| Cercle artístic de Sant Lluc                                                               | CERCLE ARTÍSTIC / DE SANT LLUC / 1903 -1936 | 1936                                                                                     | marbre                                   | Montsió, 3 bis (Casa Martí) 41° 23′ 09″ N, 2° 10′ 25″ E / 41.38576°N,2.1737°E                                                            | 08019/1219-1  | Cercle artístic de Sant Lluc · Carregueu una nova foto d'aquesta obra                                                               |
| Antiga Casa de Correus                                                                     | EN ESTE LOCAL EXISTIÓ LA CASA DE / POSTAS DE BARCELONA, CUYO RÓTULO / SE CONSERVA EN EL MUSEO POSTAL / DEL PALACIO DE LA VIRREINA. / FUÉ MORADA 1844 - 1860 DEL / ÚLTIMO MAESTRO DE POSTAS / D. PEDRO ESTRANY Y GABRIEL | c. 1960                                                                                  | pedra calcària                           | Sant Pere Mitjà, 60 41° 23′ 20″ N, 2° 10′ 43″ E / 41.38893°N,2.17867°E                                                                   | 08019/1218-1  | Antiga Casa de Correus · Carregueu una nova foto d'aquesta obra                                                                     |
| Joan Amades                                                                                | A / JOAN AMADES / COORDINADORA / DE GEGANTERS DE BARCELONA / 28 - X - 90 | 1990                                                                                     | bronze                                   | Pl. Joan Amades 41° 22′ 54″ N, 2° 10′ 07″ E / 41.3815416°N,2.16858744°E                                                                  | 08019/1220-1  | Joan Amades · Carregueu una nova foto d'aquesta obra                                                                                |
| Frederic Soler (Serafí Pitarra)                                                            | DIPUTACIÓ PROVINCIAL / DE BARCELONA / INSTITUT DEL TEATRE/ HOMENATGE A / FREDERIC SOLER HUBERT (SERAFÍ PITARRA) QUI, / A LA REBOTIGA D'AQUESTA / CASA ESCRIVÍ GRAN PART / DE LA SEVA PRODUCCIÓ / LITERARIA. / RECORD EN OCASIÓ DEL / CENTENARI DE L'ESTRENA DE LA / SEVA FAMOSA OBRA “LA DIDA” / (1872 - 1972) | 1972                                                                                     | pedra calcària                           | Avinyó, 56 (Casa Rosa Bergnes de las Casas) 41° 22′ 49″ N, 2° 10′ 45″ E / 41.38029°N,2.1792°E                                            | 08019/1221-1  | Frederic Soler (Serafí Pitarra) · Carregueu una nova foto d'aquesta obra                                                            |
| Can Pitarra                                                                                | PITARRA / RESTAURANT / DES DE 1890 / EN RECONEIXENÇA DEL SEU / ARRELAMENT A LA CIUTAT Ajuntament de Barcelona / Institut del Paisatge Urbà / i la Qualitat de Vida | Disseny: Jordi Batalla i Xavier Boronat 2006                                             |                                          | Avinyó, 56 (Casa Rosa Bergnes de las Casas) 41° 22′ 49″ N, 2° 10′ 45″ E / 41.38028°N,2.17924°E                                           | 08019/1255-1  | Can Pitarra · Vegeu més fotos d'aquesta obra · Carregueu una nova foto d'aquesta obra                                               |
| Gràfica Cormellas                                                                          | ESTA CASA ALBERGÓ DE 1591 A 1670 / LA OFICINA TYPOGRÁPHICA / CORMELLAS / SU FACHADA FUÉ RESTAURADA / POR INICIATIVA DEL EXCMO. / AYUNTAMIENTO DE BARCELONA/ EN OCASIÓN DEL 5 CONGRESO / NACIONAL DE ARTES GRÁFICAS / CELEBRADO EN ESTA CIUDAD EN / 1966 | Ceràmica: J. Roig 1966                                                                   | ceràmica                                 | Call, 14 (Antiga impremta Cormellas) 41° 22′ 56″ N, 2° 10′ 34″ E / 41.38219°N,2.17603°E                                                  | 08019/1222-1  | Gràfica Cormellas · Carregueu una nova foto d'aquesta obra                                                                          |
| Orfeó Català                                                                               | ORFEÓ / CATALÀ / EN AQUESTA CASA / TINGUÉ EL PRIMER / ESTATGE SOCIAL / L'ORFEÓ CATALÀ / 6 DE SETEMBRE DE 1981/ EN EL 90'È ANIVERSARI / 1891 - 1981 | 1981                                                                                     | bronze                                   | Lledó, 6 (Palau Pallejà) 41° 22′ 58″ N, 2° 10′ 44″ E / 41.3827°N,2.17887°E                                                               | 08019/1223-1  | Orfeó Català · Carregueu una nova foto d'aquesta obra                                                                               |
| Francesc Moragas                                                                           | EN ESTA CASA NACIÓ EL DIA 13 DE DICIEMBRE DE 1868 / EL EXMO. SR. D. FRANCISCO MORAGAS BARRET / FUNDADOR Y PRIMER DIRECTOR GENERAL DE LA / CAJA DE PENSIONES PARA LA VEJEZ Y DE AHORROS / DE CATALUÑA Y BALEARES 27 DE MARZO DE 1954 / DIA DE LA C.P.V.A. / 1904 - 1954 / BODAS DE ORO | 1954                                                                                     | marbre blanc i bronze                    | Lledó, 7 (Palau Benet-Desvilar) 41° 22′ 58″ N, 2° 10′ 44″ E / 41.38264°N,2.17893°E                                                       | 08019/1224-1  | Francesc Moragas · Carregueu una nova foto d'aquesta obra                                                                           |
| Esteban Paluzie i Cantalozella                                                             | El 9 de Julio de 1873 / falleció en el 2º piso de esta casa / el pedagogo y paleógrafo / Esteban Paluzie y Cantalozella | 1917                                                                                     | pedra calcària                           | Comtessa de Sobradiel, 6 bis 41° 22′ 52″ N, 2° 10′ 42″ E / 41.38111°N,2.17838°E                                                          | 08019/1225-1  | Esteban Paluzie i Cantalozella · Carregueu una nova foto d'aquesta obra                                                             |
| Asil Bressol del Nen Jesús                                                                 | Asilo Cuna del Niño Jesus. / Asociación de Señoras / Fundadora / Dª Francisca Cañadó / Este Asilo inaugurado el XIV de Marzo / de MCMVIII tiene por objeto educar, / mantener y cuidar gratuitamente a los / hijos de familias necesitadas durante / las horas de trabajo de sus padres. | 1908                                                                                     | marbre                                   | Montcada, 18 41° 23′ 05″ N, 2° 10′ 53″ E / 41.38481°N,2.18138°E                                                                          | 08019/1226-1  | Carregueu una nova foto d'aquesta obra                                                                                              |
| Institut Escola                                                                            | Generalitat de Catalunya / Departament d'Ensenyament / El dia 3 de febrer de 1932 / essent President de la Generalitat / de Catalunya Francesc Macià i / Conseller de Cultura Ventura Gassol, / s'inaugurà en aquest edifici / l'Institut-Escola de la Generalitat. / Fou el seu creador i director el Doctor / Josep Estalella i Graells. / Barcelona, desembre de 1992. | 1992                                                                                     | ferro esmaltat                           | Parc de la Ciutadella 41° 23′ 15″ N, 2° 11′ 15″ E / 41.38756°N,2.18742°E                                                                 | 08019/1227-1  | Institut Escola · Carregueu una nova foto d'aquesta obra                                                                            |
| Antonia Gili                                                                               | A ANTONIA GILI I GVELL / POETESSA / 1856 - 1909 | 1961                                                                                     | gravat sobre pedra arenisca              | Petritxol, 2 41° 22′ 57″ N, 2° 10′ 24″ E / 41.38249°N,2.17341°E                                                                          | 08019/1228-1  | Antonia Gili · Carregueu una nova foto d'aquesta obra                                                                               |
| Corpus del 1790                                                                            | SANCTISSIMO D.N. IESVCHRISTI. COR / PORI. QVOD. LATVM. ANNM. PARO / CHIALI. POMPA. IIII. ID. IVNII. AN. M.DCC. / XC. IMBRE. MAXIMO. DECIDENTE. MORA / TVM. HIC. EST. NOB. D. D. IOSEPHVS. IGNA / TIVS. DE. ALOS. ET. DE. SOLDEVILA. MAR / CHIO. DE PVERTONVEVO. FELIX. AD. EUM / DIVERTENTE. DEO. MONVMENTVM. POS. | Text: Llàtzer de Dou (atr.) 1790                                                         | marbre gris                              | Sant Pere Més Baix, 55 (Palau Alòs) 41° 23′ 19″ N, 2° 10′ 45″ E / 41.38857°N,2.17904°E                                                   | 08019/1229-1  | Corpus del 1790 · Modifica el valor a Wikidata · Carregueu una nova foto d'aquesta obra                                             |
| Àngel Guimerà                                                                              | EN AQUESTA CASA MORÍ / ÀNGEL GUIMERÁ / POETA I DRAMATURG / 1847 - 1924 / BARCELONA / JULIOL 1938 | 1938                                                                                     | marbre                                   | Petritxol, 4 (Casa Fontrodona) 41° 22′ 57″ N, 2° 10′ 24″ E / 41.38262°N,2.17327°E                                                        | 08019/1230-1  | Àngel Guimerà · Carregueu una nova foto d'aquesta obra                                                                              |
| José Roger Balet                                                                           | MUNICIPALIDAD DE MALDONADO / REPUBLICA ORIENTAL DEL URUGUAY MALDONADO AGRADECE A BARCELONA LA PRESENCIA / EN NUESTRAS PLAYAS, DE SU GRAN HIJO, EL FILANTROPO / SEMBRADOR DE ESCUELAS DON JOSE ROGER BALET / SIMBOLO VIVO DE TRABAJO, GENEROSIDAD Y AMOR / FEBRERO DE 1962 | Orfebreria Espetrin 1965                                                                 | bronze                                   | Lluís el Pietós, 3 41° 23′ 24″ N, 2° 10′ 44″ E / 41.38994°N,2.17885°E                                                                    | 08019/1231-1  | José Roger Balet · Carregueu una nova foto d'aquesta obra                                                                           |
| Sant Ignasi de Loiola                                                                      | A LA MAYOR GLORIA DE DIOS / SAN IGNACIO DE LOYOLA / AUTOR DEL LIBRO DE LOS EJERCICIOS ESPIRITUALES / Y FUNDADOR DE LA COMPAÑIA DE JESUS / SANTIFICO CON SU PRESENCIA CORPORAL / ESTAS CALLES DE LA VIEJA BARCELONA / DURANTE SUS TRES ESTANCIAS EN LA CIUDAD / EN LOS AÑOS DE 1523 A 1527 / CUARTO CENTENARIO DE SU MUERTE 1956 | 1956                                                                                     | pedra calcària                           | Sant Ignasi, 1 41° 23′ 04″ N, 2° 10′ 44″ E / 41.38452°N,2.17902°E                                                                        | 08019/1232-1  | Sant Ignasi de Loiola · Carregueu una nova foto d'aquesta obra                                                                      |
| Josep Maria Sert                                                                           | EN ESTA CASA NACIÓ / EL 21 DE DICIEMBRE DE 1874 / EL PINTOR JOSÉ Ma SERT / EL AYUNTAMIENTO DE LA CIUDAD, / EN EL DIA DEL SELLO DE 1966, / DEDICADO AL ARTISTA / 23-III-66 | 1966                                                                                     | marbre blanc                             | Sant Pere Més Alt, 49 (Passatge de Sert) 41° 23′ 20″ N, 2° 10′ 38″ E / 41.38885°N,2.17732°E                                              | 08019/1234-1  | Josep Maria Sert · Carregueu una nova foto d'aquesta obra                                                                           |
| Antic Carrer Claveguera                                                                    | El nom de la Claveguera / ja no el tindré i el tindré, / pel record de la primera / claveguera de ciutat. La d'avui serà jornada / gloriosa. Canviem / el nom que em donava fama / pel d'uns mestres que estimem. Ho mereixen. Ells, en vida, / van ser ciutadans models, / bons com a homes i mestres. / I els deixebles són fidels. L'Ajuntament ha volgut / que el nom d'ells es perpetuï, / i el que jo fins ara he dut, / me'l trec tot fent reverència. Ja no seré Claveguera, / sóc CASALS Y MARTORELL. / Veïns, alceu la bandera / honorant el nom novell. BARCELONA, 25 DE MAIG DE 1958 | ceràmica: Casademunt 1958                                                                | ceràmica                                 | Mestres Casals i Martorell, 17 41° 23′ 14″ N, 2° 10′ 42″ E / 41.38728°N,2.17844°E                                                        | 08019/1235-1  | Antic Carrer Claveguera · Carregueu una nova foto d'aquesta obra                                                                    |
| Antoni Campillo                                                                            | EL RD. DOCT. ANTONI CAMPILLO I MATHEV / 1668 - 1779 / IL·LUSTRE HISTORIADOR ARXIVER I DIOCESÀ / VISQUÉ I MORÍ EN AQUEST CARRER / Homenatge dels Veïns 1963. | 1963                                                                                     | gravat sobre pedra arenisca              | Petritxol, 11 41° 22′ 58″ N, 2° 10′ 22″ E / 41.3829°N,2.17289°E                                                                          | 08019/1236-1  | Antoni Campillo · Carregueu una nova foto d'aquesta obra                                                                            |
| Josep Anselm Clavé                                                                         | EN AQUEST LLOC / ALESHORES OCUPAT PER L'ANTIC CASAL / DELS COMTES DE SANT COLOMA / NASQUE EL DIA 21 D'ABRIL DE L'ANY 1824 / EN JOSEP ANSELM CLAVÉ / MUSIC I POETA POPULAR / FUNDADOR DE LES ASSOCIACIONS CHORALS / DE CATALUNYA / LES CUALS LI DEDIQUEN / AQUEST TRIBUT D'ETERNA RECORDANÇA / 31 DE DESEMBRE DE L'ANY 1916 | 1916                                                                                     | pedra calcària                           | Pl. Duc de Medinaceli, 2 (Casa Manuel Girona) 41° 22′ 43″ N, 2° 10′ 43″ E / 41.37864°N,2.17872°E                                         | 08019/1238-1  | Josep Anselm Clavé · Carregueu una nova foto d'aquesta obra                                                                         |
| Josep Anselm Clavé                                                                         | EN LA ANTIGUA CASA DE ESTE SOLAR, / DERRIBADA EN EL AÑO 1865, NACIÓ EN 21 ABRIL / DE 1824, EL ESCLARECIDO TROVADOR POPULAR / JOSÉ ANSELMO CLAVÉ Y CAMPS. / FUNDÓ Y ORGANIZÓ 57 SOCIEDADES CORALES / QUE REUNIÓ EN ESTA CIUDAD PARA EL FESTIVAL / DEL MES DE JUNIO DE 1864 | c 1920                                                                                   | marbre                                   | Pl. Duc de Medinaceli, 2 (Casa Manuel Girona) 41° 22′ 43″ N, 2° 10′ 43″ E / 41.37864°N,2.17872°E                                         | 08019/1238-2  | Carregueu una nova foto d'aquesta obra                                                                                              |
| Josep Anselm Clavé                                                                         | EN AQUESTA DATA FOU DONAT PER L'EXCM / AJUNTAMENT EL NOM DEL MESTRE EN EL / CARRER DEL DORMITORI DE SANT FRANCESC. | 1980                                                                                     | marbre                                   | Pl. Duc de Medinaceli, 2 (Casa Manuel Girona) 41° 22′ 43″ N, 2° 10′ 43″ E / 41.37864°N,2.17872°E                                         | 08019/1238-3  | Josep Anselm Clavé · Carregueu una nova foto d'aquesta obra                                                                         |
| Corpus del 1762                                                                            | QUIA / PLUVIAE IRRUENTIS CAUSA, SSm. / CORPUS DOMINI NTRI JESU=CHRISTI IN / ACTU PROCESSIONIS GENERALIS DIE 13 / JUNII ANNI 1762 DUABUS HORIS HIC PER / MANSIT, JOSEPH PUIGURIGUER ET CLA / RINA AEDIS ISTIUS DOMINUS IN TANTAE / FOELICITATIS MEMORIAM HOC POSUIT / MONUMENTUM. | 1762                                                                                     | pedra calcàrea i marbre                  | Montcada, 1 41° 23′ 08″ N, 2° 10′ 49″ E / 41.38558°N,2.18024°E                                                                           | 08019/1239-1  | Corpus del 1762 · Carregueu una nova foto d'aquesta obra                                                                            |
| Al milicià desconegut                                                                      | Ajuntament de Barcelona / ENTRE EL 1937 I EL 1939, / AQUESTA PLAÇA VA REBRE EL NOM DE / PLAÇA DEL MILICIÀ DESCONEGUT / “EN MEMÒRIA D'AQUELLS QUE VAN / DONAR LA SEVA VIDA EN LA DEFENSA DELS SEUS IDEALS” / BARCELONA, ABRIL DE 2004 | 2004                                                                                     | llautó                                   | Placeta del Pi 41° 22′ 55″ N, 2° 10′ 27″ E / 41.38181°N,2.17429°E                                                                        | 08019/1240-1  | Al milicià desconegut · Carregueu una nova foto d'aquesta obra                                                                      |
| Unió Democràtica de Catalunya                                                              | Unió / Democràtica de Catalunya / L'any 1931, al numero 4 d'aquest carrer, / s'hi va establir la primera seu nacional / d'Unió Democràtica de Catalunya. Barcelona, 7 de novembre de 2001 | 2001                                                                                     | piedra calcària                          | Rivadeneyra, 4 41° 23′ 08″ N, 2° 10′ 15″ E / 41.38562°N,2.17093°E                                                                        | 08019/1242-1  | Carregueu una nova foto d'aquesta obra                                                                                              |
| Pablo Picasso a la Plaça de la Mercè                                                       | AQUESTA PLAÇA HA ESTAT REALITZADA GRÀCIES A L'ENDERROC / D'UNA ILLA DE CASES ON RESIDÍ PABLO RUIZ PICASSO (1898 - 1904) | 1983                                                                                     | travertí i bronze                        | Pl. de la Mercè, retirada temporalment 41° 22′ 46″ N, 2° 10′ 46″ E / 41.37945°N,2.1794°E                                                 | 08019/1243-1  | Carregueu una nova foto d'aquesta obra                                                                                              |
| Joan Magriñà                                                                               | JOAN / MAGRIÑÀ / I SANROMÀ / MESTRE, BALLARÍ / I COREÒGRAF / FUNDÀ EL SEU ESTUDI / EN EL NÚM. 1 D'AQUEST / CARRER L'ANY 1936 / 1936 - 1995 | Sobre un dibuix d'E. C. Ricart 1995, sobre un dibuix de 1932                             | pedra calcària                           | Petritxol, 1 41° 22′ 57″ N, 2° 10′ 24″ E / 41.38256°N,2.17332°E                                                                          | 08019/1244-1  | Joan Magriñà · Carregueu una nova foto d'aquesta obra                                                                               |
| Sindicat d'Atracció de Forasters                                                           | SIENDO ALCALDE DE BARCELONA / D. DOMINGO J. SANLLEHY FUNDOSE / LA SOCIEDAD DE ATRACCIÓN DE FO- / -RASTEROS Y EN SU 60 ANIVERSARIO / EL CENTRO DE INICIATIVAS Y TURISMO, / HONRA LA MEMORIA DE QUIEN FUÉ SU / PROMOTOR D. MANUEL RIBÉ LABARTA. | 1970                                                                                     | ceràmica                                 | La Rambla, 37 41° 22′ 45″ N, 2° 10′ 30″ E / 41.3791°N,2.17489°E                                                                          | 08019/1245-1  | Sindicat d'Atracció de Forasters · Carregueu una nova foto d'aquesta obra                                                           |
| Santiago Ramón y Cajal                                                                     | El doctor / SANTIAGO RAMÓN Y CAJAL / 1852 - 1934 / Va exercir de catedràtic d'Histologia de la Universitat de Barcelona del 1887 al 1892 / quan la Facultat de Medicina estava situada en aquest edifici HOMENATGE DEL COL·LEGI DE METGES DE BARCELONA, / AMB MOTIU DE “L'ANY SANTIAGO RAMÓN Y CAJAL” / Barcelona, 6 de novembre de 2000 | 2000                                                                                     | marbre                                   | Carme, 47 41° 22′ 54″ N, 2° 10′ 10″ E / 41.3815658°N,2.1694189°E                                                                         | 08019/1246-1  | Santiago Ramón y Cajal · Carregueu una nova foto d'aquesta obra                                                                     |
| A Victòria de los Angeles                                                                  | | 2007                                                                                     |                                          | Montalegre, 6 41° 23′ 02″ N, 2° 10′ 01″ E / 41.3839727°N,2.166962027°E                                                                   | 08019/1247-1  | Carregueu una nova foto d'aquesta obra                                                                                              |
| Santiago Ramón y Cajal                                                                     | EN AQUESTA CASA, / S. RAMÓN Y CAJAL / (1852 - 1934) EN 1888 / HI DESCOBRÍ LA TEORÍA / DE LA NEURONA. / LA CIUTAT HO REMEMORA / EN EL CINQUANTÈ ANIVERSARI / DE LA SEVA MORT | 1984                                                                                     | pedra calcària                           | Notariat, 7 41° 22′ 59″ N, 2° 10′ 09″ E / 41.38306°N,2.16911°E                                                                           | 08019/1248-1  | Santiago Ramón y Cajal · Carregueu una nova foto d'aquesta obra                                                                     |
| Joaquim Serra                                                                              | EN AQUESTA CASA / HI VA VIURE / JOAQUIM SERRA / I COROMINAS / L'INSIGNE COMPOSITOR CATALA | c. 1982                                                                                  | marbre blanc                             | Notariat, 11 41° 23′ 00″ N, 2° 10′ 08″ E / 41.38325°N,2.16892°E                                                                          | 08019/1249-1  | Joaquim Serra · Carregueu una nova foto d'aquesta obra                                                                              |
| Carrer Dagueria                                                                            | Carrer Dagueria / En aquest carrer s'hi / aplegaven tots els / daguers de la ciutat / Esmola que esmola / fes dagues, daguer; / fes dagues que passin / les malles d'acer. / Frederic Soler / (Pitarra) | Ceràmica: R.M. Ros 2002                                                                  | ceràmica i ferro daurat                  | Dagueria, 11 41° 22′ 59″ N, 2° 10′ 37″ E / 41.38319°N,2.17706°E                                                                          | 08019/1250-1  | Carrer Dagueria · Carregueu una nova foto d'aquesta obra                                                                            |
| Joaquim Miret                                                                              | En aquesta casa del numero 2 / del carrer de Boltres, que des de / 1993 és la seu del Rectorat de la / Universitat Pompeu Fabra, / va néixer el 9 d'abril de 1858 / l'historiador, acadèmic / i membre fundador de / l'Institut d'Estudis Catalans / Joaquim Miret i Sans (1858 - 1919) Barcelona, 9 de maig de 2002 | Disseny: André Ricard i Yves Zimmermman 2002                                             | acer                                     | Boltres, 2 41° 22′ 45″ N, 2° 10′ 48″ E / 41.37918°N,2.17991°E                                                                            | 08019/1251-1  | Joaquim Miret · Carregueu una nova foto d'aquesta obra                                                                              |
| Miquel Pallés                                                                              | A / Miquel Pallés i Pons / Vespa President / Arca de Noè / 2003 | Disseny: André Ricard, Yves Zimmermman 2003                                              | bronze                                   | La Rambla, 99 41° 22′ 58″ N, 2° 10′ 18″ E / 41.38264°N,2.17168°E                                                                         | 08019/1253-1  | Miquel Pallés · Carregueu una nova foto d'aquesta obra                                                                              |
| Boadas Cocktail Bar                                                                        | BOADAS COCKTAILS / DES DE 1933 / EN RECONEIXENÇA AL SEU / ARRELAMENT A LA CIUTAT Ajuntament de Barcelona / Institut del Paisatge Urbà / i la Qualitat de Vida | Disseny: Jordi Batalla i Xavier Boronat 2006                                             |                                          | Tallers, 1 41° 23′ 05″ N, 2° 10′ 13″ E / 41.38471°N,2.1703°E                                                                             | 08019/1255-2  | Boadas Cocktail Bar · Vegeu més fotos d'aquesta obra · Carregueu una nova foto d'aquesta obra                                       |
| Campanar de la capella de Santa Àgata                                                      | EL CONSELLER DE CULTURA / DE LA GENERALITAT DE CATALUNYA, / HA INAUGURAT EN EL DIA D'AVUI, / LA RESTAURACIÓ DEL CAMPANAR / DE LA CAPELLA DEL PALAU REIAL MAJOR / O DE SANTA ÀGATA / BARCELONA, 14 D'OCTUBRE DE 1999 / AMB EL PATROCINI DE Bayer | 1999                                                                                     | pedra calcària                           | Pl. del Rei 41° 23′ 04″ N, 2° 10′ 39″ E / 41.38434°N,2.17739°E                                                                           | 08019/1256-1  | Campanar de la capella de Santa Àgata · Carregueu una nova foto d'aquesta obra                                                      |
| Josep Sunyol                                                                               | EN EL CENTENARI DEL NAIXEMENT / DE JOSEP SUNYOL I GARRIGA / PRESIDENT DEL F.C. BARCELONA / ASSASSINAT A GUADARRAMA / EL 6-8-1936 / AMICS DE JOSEP SUNYOL / 21-7-98 | 1998                                                                                     | bronze                                   | La Rambla, 133 41° 23′ 07″ N, 2° 10′ 12″ E / 41.38525°N,2.16995°E                                                                        | 08019/1257-1  | Josep Sunyol · Carregueu una nova foto d'aquesta obra                                                                               |
| Agermanament de la plaça Reial amb la plaça Garibaldi                                      | PLAÇA REIAL / AGERMANADA AMB / PLAÇA GARIBALDI / CIUTAT DE MÈXIC / 13 - XI - 1988 | 1988                                                                                     | marbre blanc                             | Pl. Reial, 18 41° 22′ 48″ N, 2° 10′ 31″ E / 41.3799°N,2.17514°E                                                                          | 08019/1258-1  | Agermanament de la plaça Reial amb la plaça Garibaldi · Carregueu una nova foto d'aquesta obra                                      |
| Restauració de la capella de Sant Pacià                                                    | LA SOCIETAT CORAL “ELS CANARIS” / VA INAUGURAR LA RESTAURACIÓ / D'AQUESTA CAPELLA / EL 9 DE MARÇ DE 1994 / FESTIVITAT DE SANT PACIÀ, / EN AGRAÏMENT ALS SEUS CONVEÏNS. | 1994                                                                                     | marbre                                   | Sant Pacià, 12 41° 22′ 41″ N, 2° 10′ 05″ E / 41.378023°N,2.167922258°E                                                                   | 08019/1260-1  | Restauració de la capella de Sant Pacià · Carregueu una nova foto d'aquesta obra                                                    |
| Isabel Abad                                                                                | En aquesta casa va néixer, / al comu misteri de la vida i / de l'art, la poetessa / ISABEL ABAD / PREMI JOAN BOSCÁN 1981 “Interminablemente cantaré / mi obstinación de río, / derrubiada hermosura en cuya musica / pronuncio el mundo” HIVERN 1.988 / (De Dios y otros sueños) | 1988                                                                                     | ceràmica                                 | Moles, 2 41° 23′ 13″ N, 2° 10′ 25″ E / 41.38684°N,2.17369°E                                                                              | 08019/1262-1  | Carregueu una nova foto d'aquesta obra                                                                                              |
| Galeres a Saragossa                                                                        | De la casa numero 12 / Abans sor- / tien les galeres que feien els viatges a Saragossa / al preu de quatre duros. | Cerámica Montserrat c 1984                                                               | ceràmica                                 | Moles, 12 41° 23′ 13″ N, 2° 10′ 23″ E / 41.38708°N,2.17312°E                                                                             | 08019/1264-1  | Galeres a Saragossa · Carregueu una nova foto d'aquesta obra                                                                        |
| Mercé Plantada                                                                             | Mercè Plantada / 1892 - 1976 Eximia Cantatriu Professora de cant al Conser / vatori Superior de Música del Liceu. / Medalla de la Ciutat de l'Excm. Ajuntament. / Medalla al Mérit Artistic de l'Excma. Diputació Municipal. / Fou la primera dona que cantà amb la Banda Municipal de Barcelona. / Richard Strauss i Igor Stravinsky l'acompanyaren al / Piano en l'interpretació de les seves obres, així com els mes- / tres F. Mompou, E. Toldrà, Falla i quasi tots els princi- / pals de la època. / Visquè a la casa nº 22 d'aquest carrer de Les / Moles els darrers anys de la seva vida. / Barcelona, Hivern 1992 | Cerámica Montserrat, a partir d'un dibuix d'A. Batllori Mafre 1992                       | ceràmica                                 | Moles, 22 41° 23′ 14″ N, 2° 10′ 23″ E / 41.38728°N,2.17295°E                                                                             | 08019/1265-1  | Mercé Plantada · Carregueu una nova foto d'aquesta obra                                                                             |
| Lloa al carrer Amargós                                                                     | Com el carrer d'Amargós / en el Món no n'hi ha dos / net, polit i curós / i amb un veïnat silenciós / David Griñó | c 1984                                                                                   | Ceràmica                                 | Amargós, 10-10 bis 41° 23′ 11″ N, 2° 10′ 27″ E / 41.38626°N,2.17423°E                                                                    | 08019/1266-1  | Lloa al carrer Amargós · Carregueu una nova foto d'aquesta obra                                                                     |
| Isidre Nonell                                                                              | EN ESTA CASA NACIO, VIVIO / Y MURIO EL PINTOR / ISIDRO NONELL / 30 - XI - 1873 + 21 - II - 1911 / LA JVNTA DE MVSEOS / LE DEDICA ESTA LAPIDA EN EL / CINCVENTENARIO DE SV MVERTE | 1961, desapareguda                                                                       | marbre blanc                             | Sant Pere Més Baix, 50 (Casa-fàbrica Fontserè) 41° 23′ 16″ N, 2° 10′ 41″ E / 41.38783°N,2.17814°E                                        | 08019/1267-1  | Isidre Nonell · Carregueu una nova foto d'aquesta obra                                                                              |
| Isidre Nonell i Monturiol                                                                  | En aquesta casa va néixer, viure i morir / Isidre Nonell i Monturiol / (Barcelona 1872 - 1911) / Pintor i dibuixant | maig del 2014                                                                            | bronze                                   | Sant Pere Més Baix, 50 (Casa-fàbrica Fontserè) 41° 23′ 16″ N, 2° 10′ 41″ E / 41.38783°N,2.17814°E                                        | 08019/1754-61 | Isidre Nonell i Monturiol · Modifica el valor a Wikidata · Carregueu una nova foto d'aquesta obra                                   |
| Ramon Casas i Carbó                                                                        | En aquesta casa va néixer i va viure / el pintor, dibuixant i cartellista / Ramon Casas i Carbó / (Barcelona 1866 - 1932) / A iniciativa dels alumnes de / l'escola Drassanes | juny del 2014                                                                            | bronze                                   | Nou de Sant Francesc, 11-13 (Casa Ramon Casas i Gatell) 41° 22′ 45″ N, 2° 10′ 38″ E / 41.37903°N,2.17732°E                               | 08019/1754-62 | Ramon Casas i Carbó · Carregueu una nova foto d'aquesta obra                                                                        |
| Josep Narcís Roca i Ferreras                                                               | AL PRIMER PIS D'AQUEST EDIFICI / VA VIURE I VA MORIR EN / JOSEP NARCÍS / ROCA I FERRERAS / TEORITZADOR BÀSIC DEL / NACIONALISME CATALÀ / 1834 - 1891 / 10-5-1992 | 1992                                                                                     | granit negre                             | Flassaders, 39 41° 23′ 07″ N, 2° 10′ 58″ E / 41.38517°N,2.18264°E                                                                        | 08019/1269-1  | Josep Narcís Roca i Ferreras · Carregueu una nova foto d'aquesta obra                                                               |
| El bruixot Astruc                                                                          | A PRIMERIES DEL / S. XV HOM ANOMENAVA / AQUEST CARRER DE / L'ASTRUC SACANERA / O SIA DE L'ASTROLEG / O BRUIXOT SACANERA / ASTRUC ES UNA / HERBA REMEIERA I UN / MOT ANTIC APLICAT A / ASTROLEGS O BRUIXOTS / AQUI ES VENIA LA / PEDRA ESCURCONA / POSSEIDA DE VIRTUT / CONTRA LA RABIA I / LES PICADURES. | Text: Ricard Bru Ceràmica: J. Bono Bassa i Txell T. Ceramistes 1989                      | ceràmica                                 | Estruc, 2 41° 23′ 12″ N, 2° 10′ 23″ E / 41.38657°N,2.17315°E                                                                             | 08019/1272-1  | El bruixot Astruc · Carregueu una nova foto d'aquesta obra                                                                          |
| Josep Anselm Clavé                                                                         | LES CORALS I L'ASSOCIACIO / DE VEINS DEL RAVAL / A LA MEMORIA DE L'INSIGNE MESTRE / JOSEP ANSELM CLAVE / 1824 - 1874 / BARCELONA ABRIL DE 1990 | 1990                                                                                     | granit i bronze                          | Pl. Caramelles (Peu de la Creu, 6) 41° 22′ 54″ N, 2° 10′ 03″ E / 41.3816382°N,2.16751456°E                                               | 08019/1274-1  | Josep Anselm Clavé · Carregueu una nova foto d'aquesta obra                                                                         |
| Jaume Compte, Manuel González, Amadeu Bardina (UGT)                                        | A LA MEMÒRIA DE JAUME COMPTE / MANUEL GONZALEZ ALBA I AMADEU BARDINA / MORTS PER LA CAUSA / OBRERA, PER CATALUNYA / I PER LA LLIBERTAT TOT DEFENSANT AQUEST / EDIFICI DEL CADCI EL 6 D'OCTUBRE DE 1934 / La U.G.T. de Catalunya els va retre homenatge / El 28 de Setembre 1987 | 1987                                                                                     | marbre blanc                             | La Rambla, 10 (Casa Codorniu) 41° 22′ 40″ N, 2° 10′ 35″ E / 41.37764°N,2.1765°E                                                          | 08019/1275-1  | Jaume Compte, Manuel González, Amadeu Bardina (UGT) · Carregueu una nova foto d'aquesta obra                                        |
| Agraïment del poble de Madrid                                                              | LA CASA DE MADRID DE BARCELONA Y EL PUEBLO MADRILEÑO EN AGRADECIMIENTO A LOS CIUDADANOS Y CIUDADANAS / DE BARCELONA POR SU SOLIDARIDAD CON LAS VÍCTIMAS DEL ATENTADO DEL 11 DE MARZO DE 2004 LA CASA DE MADRID DE BARCELONA I EL POBLE DE MADRID EN AGRAÏMENT ALS CIUTADANS I CIUTADANES / DE BARCELONA PER LA SEVA SOLIDARITAT AMB LES VÍCTIMES DE L'ATEMPTAT DE L'11 DE MARÇ DE 2004 MARÇ DE 2004 | 2004                                                                                     | Inscripció sobre basalt                  | Pl. de la Villa de Madrid 41° 23′ 04″ N, 2° 10′ 20″ E / 41.38439°N,2.17211°E                                                             | 08019/1276-1  | Agraïment del poble de Madrid · Carregueu una nova foto d'aquesta obra                                                              |
| Fanal de petroli                                                                           | Fanal de petroli / per l'enllumenat / public L'Any 1842 s'inaugurà l'enllumenat / amb gas a Barcelona, des de la Bar- / celoneta a la plaça de Santa Maria del Mar, / més tard a la Rambla. Però com que es / feia difícil la canalització, allí on / aquesta / no hi podia arribar, es va substituir l'en- / llumenat amb oli pel del petroli. / El carrer Amargós fou el primer de / Barcelona que fou enllumenat amb petroli. | signada CAC c 1990                                                                       | Ceràmica                                 | Amargós, 1 41° 23′ 09″ N, 2° 10′ 27″ E / 41.38593°N,2.1743°E                                                                             | 08019/1278-1  | Fanal de petroli · Carregueu una nova foto d'aquesta obra                                                                           |
| Àngel Baixeras                                                                             | PER LA / MUNIFICENCIA / D'ANGEL / BAIXERAS | Arquitecte: Josep Goday 1922                                                             | pedra de Montjuïc                        | Via Laietana, 11 (Escola Àngel Baixeras) 41° 22′ 58″ N, 2° 10′ 48″ E / 41.38291°N,2.18°E                                                 | 08019/1279-1  | Àngel Baixeras · Carregueu una nova foto d'aquesta obra                                                                             |
| Collasso i Gil                                                                             | GRUP / ESCOLAR / COLLASO / I / GIL CREAT PER LA / MVNIFIENCIA / D'AQVEST / HONORABLE / PATRICI | Arquitecte: Josep Goday 1935                                                             | pedra de Montjuïc                        | Sant Pau, 101 (Grup Escolar Collaso i Gil) 41° 22′ 34″ N, 2° 10′ 08″ E / 41.376115°N,2.16902732°E                                        | 08019/1279-3  | Collasso i Gil · Vegeu més fotos d'aquesta obra · Carregueu una nova foto d'aquesta obra                                            |
| Ateneu Enciclopèdic Popular                                                                | A LA TASCA CULTURAL DE / L'ATENEU ENCICLOPÈDIC / POPULAR ELS SEUS / CONTINUADORS EN EL / 80è ANIVERSARI. / A.E.P. - 1903 - 1983 | 1983                                                                                     | ceràmica                                 | Carme, 30-32 (Casa Pau Vilaregut) 41° 22′ 56″ N, 2° 10′ 13″ E / 41.3822017°N,2.1701592°E                                                 | 08019/1281-1  | Ateneu Enciclopèdic Popular · Carregueu una nova foto d'aquesta obra                                                                |
| Yoghourt Danone                                                                            | EN ESTE EDIFICIO EL SEÑOR ISAAC CARASSO / FABRICÓ EL PRIMER YOGHOURT / DANONE DEL MUNDO EN AQUEST EDIFICI EL SENYOR ISAAC CARASSO / FABRICÀ EL PRIMER YOGHOURT / DANONE DEL MÓN | 1994, desapareguda                                                                       | llautó                                   | Àngels, 16 41° 22′ 57″ N, 2° 10′ 05″ E / 41.3824910°N,2.1681153774°E                                                                     | 08019/1284-1  | Carregueu una nova foto d'aquesta obra                                                                                              |
| Santiago Rusiñol                                                                           | SANTIAGO RUSIÑOL / ARTISTA I ESCRIPTOR, / VA NÉIXER EN AQUESTA CASA / EL 25 DE FEBRER DE 1861. / BARCELONA, 1997 SANTIAGO RVSIÑOL / ARTISTA Y ESCRITOR / SÍMBOLO DE SV TIEMPO / NACIÓ EN ESTA CASA / EL DÍA 25 DE FEBRERO / DE 1861 / SBRE 1956, AÑO DEL XXV ANIVERSARIO DE SV MVERTE [placa original 1956] | placa inicial 1965, versió actual 1997                                                   | pedra calcària                           | Princesa, 37 (Casa Jaume Rusiñol) 41° 23′ 10″ N, 2° 10′ 53″ E / 41.38606°N,2.18129°E                                                     | 08019/1285-1  | Santiago Rusiñol · Vegeu més fotos d'aquesta obra · Carregueu una nova foto d'aquesta obra                                          |
| Marieta de l'ull viu                                                                       | EN RECORD DE LA NOSTRA / MARIETA DE L'ULL VIU / A.V.V. Casc Antic / 5 de febrer de 1995 | 1995                                                                                     | fusta                                    | Pl. Sant Agustí Vell 41° 23′ 16″ N, 2° 10′ 50″ E / 41.38767°N,2.18064°E                                                                  | 08019/1287-1  | Marieta de l'ull viu · Carregueu una nova foto d'aquesta obra                                                                       |
| Carrer d'Espolsa-sacs                                                                      | CARRER D'ESPOLSASACS En el segle xv on / hi ha aquest carrer, / donaven les finestres del / convent que al carrer de / Mont-sió tenien els monjos / agustins, coneguts per frares del sac. Vestien hàbits de / sargil sense forma, talment / un sac, els quals no podien / rentar ni apedeçar mentre / en quedés un tros. Solament / els podien espolsar, cosa que / feien des d'aquestes finestres / Hivern - 1988 | 1988                                                                                     | Ceràmica                                 | Passatge Espolsa-sacs 41° 23′ 11″ N, 2° 10′ 24″ E / 41.38641°N,2.17333°E                                                                 | 08019/1288-1  | Carrer d'Espolsa-sacs · Carregueu una nova foto d'aquesta obra                                                                      |
| L'Auca del Senyor Esteve                                                                   | L'AUCA DEL SENYOR ESTEVE / Quan naixia l'Estevet no feia calor ni fret. / El pesen ab la romana y el miden ab mitja cana. / Entre el trànsit comercial va a la pila baptismal. / Per celebrar el naixement repinten l'establiment. / L'Estevet té per juguetes les capses de fils y vetes. / Li omplen de fideus el pap y de numeros el cap. / Fa pedrades ab prudencia i va agafant esperiencia. / El noy es tan comerciant que va la casa endevant. / Veu l'Estevet una dona ... si que l'avem feta bona. / L'Estevet molt diligent ja prepara el casament. / Es declara així com cal al jardí del General. / El casen a Sant Calgat ab pau i tranquilitat. / Es la senyora Tomasa una dona de sa casa. / Per fer creixer la botiga treballen com la formiga. / Van a fer una costellada á la Montanya Pelada. / Y els dona nostre Senyór un fruit de benedicció. / El bon Ramonet creixia rodejat de merceria. / Li carregen un moltó per anar a la processó. / Per les ideas del fill La Puntual corra perill. / Mort el padrí de l'Esteve y el ploren ... á casa seva. / La Puntual va fentse amunt pels consells d'aquell difunt. / El nostre betas y fils honra els cálculs mercantils. / Com que no té cap desgracia se compra una torre .... a Gracia. / Amenasa á la Puntual un daltabaix molt formal. / Per no pensar en la tragedia van anar un dia a comedia. / Aquell temporal esclatá y no queda ni una rata. / Y aqui s'acaba l'historia Nostre Sinyó'l tingui en gloria. | Ceràmica: Josep Aguadé Dibuixos originals de Ramon Casas Rodolins de Gabriel Alomar 1956 | ceràmica                                 | Petritxol, 1 41° 22′ 57″ N, 2° 10′ 24″ E / 41.38255°N,2.17333°E                                                                          | 08019/1289-1  | L'Auca del Senyor Esteve · Carregueu una nova foto d'aquesta obra                                                                   |
| Gegants del Pi                                                                             | Gegants del Pi / 400 anys / 1601 - 2001 / 7 GENER 2001 | 2001                                                                                     | bronze                                   | Pl. del Pi, 7 (Santa Maria del Pi) 41° 22′ 56″ N, 2° 10′ 25″ E / 41.38228°N,2.17372°E                                                    | 08019/1290-1  | Gegants del Pi · Carregueu una nova foto d'aquesta obra                                                                             |
| Banys Nous                                                                                 | BANYS NOVS | c. 1959                                                                                  | ceràmica                                 | Banys Nous, 17 41° 22′ 58″ N, 2° 10′ 29″ E / 41.38269°N,2.1747°E                                                                         | 08019/1291-1  | Banys Nous · Carregueu una nova foto d'aquesta obra                                                                                 |
| Aniversari Unió General de Treballadors                                                    | UGT DE CATALUNYA / 20 ANYS DE SINDICALISME / EN LLIBERTAT / 1976 - 1996 / 10 DE JUNY DE 1996 | 1996                                                                                     | marbre blanc                             | La Rambla, 10 (Casa Codorniu) 41° 22′ 39″ N, 2° 10′ 35″ E / 41.37761°N,2.17652°E                                                         | 08019/1292-1  | Aniversari Unió General de Treballadors · Carregueu una nova foto d'aquesta obra                                                    |
| Reial Acadèmia de Ciències i Arts de Barcelona                                             | UTILE NON SUBTILE LEGIT EDIFICI / DE LA / REIAL ACADÈMIA / DE / CIÈNCIES I ARTS / DE BARCELONA CONSTRUÏT L'ANY 1883 / PER / JOSEP DOMENÈCH I ESTAPÀ / ARQUITECTE I ACADÈMIC INCLÒS EN EL CATÀLEG DEL / PATRIMONI ARTÍSTIC DE LA CIUTAT / (16 - I - 1979) | c 1985                                                                                   | marbre                                   | La Rambla, 115 41° 23′ 03″ N, 2° 10′ 15″ E / 41.38424°N,2.17073°E                                                                        | 08019/1293-1  | Reial Acadèmia de Ciències i Arts de Barcelona · Carregueu una nova foto d'aquesta obra                                             |
| Joan Miró                                                                                  | EN AQUESTA CASA / NASQUÉ / EL PINTOR / JOAN MIRO / L'ANY 1893 | 1968                                                                                     | bronze                                   | Passatge del Crèdit, 4 41° 22′ 55″ N, 2° 10′ 35″ E / 41.38185°N,2.17644°E                                                                | 08019/1294-1  | Joan Miró · Carregueu una nova foto d'aquesta obra                                                                                  |
| Salvador Casañas                                                                           | SALVADOR CASAÑAS i PAGÈS / CARDENAL CASAÑAS / BISBE DE BARCELONA i D'URGELL / Va néixer el 5 de Setembre / De 1.831 en el nº 11 d'aquest / Carrer d'Amargós | c 1981                                                                                   | Ceràmica                                 | Amargós, 11 41° 23′ 10″ N, 2° 10′ 25″ E / 41.38605°N,2.17361°E                                                                           | 08019/1295-1  | Salvador Casañas · Vegeu més fotos d'aquesta obra · Carregueu una nova foto d'aquesta obra                                          |
| Miracle de sant Josep Oriol                                                                | EN 6 DE ABRIL DE 1806 LLEGÓ LA NOTICIA DE LA APRO- / BACIÓN DE LOS MILAGROS DEL SIERVO DE DIOS DR. JOSÉ / ORIOL CON CUYO MOTIVO ILUMINÓSE EXTERIORMENTE ESTA / IGLESIA Y AL PASAR POR ESTE PUENTECITO SE CAYÓ DES- / PLOMADO AL SUELO EL DIRECTOR JOSÉ MESTRES SIN RECI- / BIR EL MENOR DAÑO A PESAR DE SU EXTRAORDINARIA GOR- / DURA COMO CONSTA EN EL ARCHIVO DE LA R. COMUNIDAD Y / PARA CUYO RECUERDO SE COLOCÓ ESTA LAPIDA. | c 1906                                                                                   | marbre                                   | Pl. Sant Josep Oriol 41° 22′ 56″ N, 2° 10′ 27″ E / 41.38226°N,2.17417°E                                                                  | 08019/1296-1  | Miracle de sant Josep Oriol · Carregueu una nova foto d'aquesta obra                                                                |
| Josep Anselm Clavé                                                                         | EN JOSEPH ANSELM CLAVÉ, / POPULAR MÚSICH POETA, / MORÍ EN AQUESTA CASA / LO DIÁ 24 DE FEBRER / DE 1874 | 1874                                                                                     | marbre blanc                             | Xuclà, 15 41° 23′ 00″ N, 2° 10′ 12″ E / 41.38343°N,2.17012°E                                                                             | 08019/1297-1  | Josep Anselm Clavé · Carregueu una nova foto d'aquesta obra                                                                         |
| Emili Vendrell                                                                             | EMILI / VENDRELL IBARS / CANTAIRE DE CATALUNYA / VA NEIXER EN AQUESTA / CASA EL DIA 13 DE / GENER DEL 1893 HOMENATGE PER L'ASSOCIACIÒ (sic) DEL CARRER LA CERA | c 1993                                                                                   | granit negre                             | Cera, 33 41° 22′ 43″ N, 2° 09′ 57″ E / 41.3786757°N,2.16584622°E                                                                         | 08019/1299-1  | Emili Vendrell · Carregueu una nova foto d'aquesta obra                                                                             |
| Pro pauperibus                                                                             | D.O.M. / PRO PAVPERIBUS VITA IVNCFIS / INFINE SAECULI SVRREOIVRIS / AD TEMPORIAM CORPORVM REQVIEM / PERPETVVM OCMO […] RATIONIS / […] POSVM / ANNO DOMINI MDCCLXXXIII | 1783                                                                                     | pedra calcària                           | Jardins del Doctor Fleming 41° 22′ 54″ N, 2° 10′ 12″ E / 41.3815497°N,2.17008411°E                                                       | 08019/1300-1  | Pro pauperibus · Carregueu una nova foto d'aquesta obra                                                                             |
| Àngel Guimerà                                                                              | Per la porta d'aquesta / farmàcia anomenada / aleshores Botica Central, / Àngel Guimerà va entrar / al món de les lletres / catalanes. / Josep Miracle | Ceràmica: J. Buqué 1976                                                                  | ceràmica                                 | Pl. del Pi, 6 41° 22′ 57″ N, 2° 10′ 26″ E / 41.38247°N,2.17392°E                                                                         | 08019/1303-1  | Àngel Guimerà · Carregueu una nova foto d'aquesta obra                                                                              |
| Cases de l'Estat al Fossar de les Moreres                                                  | J.C. / CASAS COMPRADAS AL ESTADO EL 28 / DE MARZO DE 1884 Y ADJUDICADAS / POR REAL ORDEN EN 18 DE JULIO DE 1885 / ASEGURADAS DE INCENDIOS | 1885                                                                                     | marbre                                   | Pl. del Fossar de les Moreres, 2 41° 23′ 01″ N, 2° 10′ 57″ E / 41.38356°N,2.18246°E                                                      | 08019/1305-1  | Cases de l'Estat al Fossar de les Moreres · Carregueu una nova foto d'aquesta obra                                                  |
| Enllumenat del gas                                                                         | RECUPERACIÓ DE / L'ENLLUMENAT VUITCENTISTA / AMB FANALS DE GAS / AL BARRI GÒTIC / Barcelona, 2003 gasNatural / Ajuntament de Barcelona | 2003                                                                                     | bronze                                   | Pl. Sant Felip Neri 41° 23′ 01″ N, 2° 10′ 31″ E / 41.38354°N,2.17514°E                                                                   | 08019/1307-1  | Enllumenat del gas · Carregueu una nova foto d'aquesta obra                                                                         |
| Santa Joaquima Vedruna                                                                     | SANTA JOAQUIMA DE VEDRUNA DE MAS / MODELO DE DONCELLAS, MADRES Y VIUDAS / FUNDADORA DE LAS HH. CARMELITAS DE LA CARIDAD / NACIO EN ESTA CASA / EL DIA 16 DE ABRIL DE 1783 / LOS VECINOS DE LA CALLE HOSPITAL / EN EL DIA DE SU CANONIZACION / BARCELONA 12-IV-MCMLIX | 1959                                                                                     | pedra calcària                           | Hospital, 139 41° 22′ 46″ N, 2° 10′ 02″ E / 41.379557°N,2.1673536°E                                                                      | 08019/1308-1  | Santa Joaquima Vedruna · Carregueu una nova foto d'aquesta obra                                                                     |
| Santa Joaquima Vedruna                                                                     | SANTA JOAQUINA VEDRUNA DE MAS / FUNDADORA DE LA CONGREGACIÓN DE LAS / HH. CARMELITAS DE LA CARIDAD, INSIGNE / EDUCADORA Y APOSTOL DE LA CARIDAD / ENTREGÓ EL ALMA A DIOS EN ESTA CASA / EL DIA 28 DE AGOSTO DE 1854 / LA EXCMA. DIPUTACIÓN PROVINCIAL DE / BARCELONA EN LAS FIESTAS DE SU / CANONIZACIÓN 28 DE ABRIL DE 1959 | 1959                                                                                     | marbre                                   | Montalegre, 9 (Pati Manning) 41° 23′ 03″ N, 2° 09′ 59″ E / 41.38416°N,2.1662914°E                                                        | 08019/1308-2  | Santa Joaquima Vedruna · Carregueu una nova foto d'aquesta obra                                                                     |
| Joan Amades                                                                                | CENTENARI DEL NAIXEMENT DEL DESTACAT FOLKLORISTA / JOAN AMADES I GELATS / 1890-1990 / A tots els amants de les tradicions i costums de Catalunya / El president de la Generalitat de Catalunya / Molt Honorable Senyor Jordi Pujol. / 11 - Novembre - 1990 | 1990                                                                                     | ceràmica                                 | Paradís, 10 (interior) 41° 23′ 00″ N, 2° 10′ 38″ E / 41.38346°N,2.17726°E                                                                | 08019/1309-1  | Joan Amades · Carregueu una nova foto d'aquesta obra                                                                                |
| Fundadors del Centre Excursionista de Catalunya                                            | EL CENTRE / EXCURSIONISTA / DE CATALUNYA / ALS SEUS FUNDADORS / JOSEP FITER I INGLÉS / MARÇAL AMBROS I ORTIZ / JAUME FARRALT / PAU GIBERT I ROIG / RICARD PADRÓS I ARQUINT / 1876-26 NOVEMBRE- 1926 | 1926                                                                                     | marbre                                   | Paradís, 10 (interior) 41° 23′ 00″ N, 2° 10′ 38″ E / 41.38346°N,2.17726°E                                                                | 08019/1309-2  | Carregueu una nova foto d'aquesta obra                                                                                              |
| Pere Aldavert                                                                              | 1964 - Els veins a / Aldavert | 1964                                                                                     | fusta                                    | Petritxol, 4 (Casa Fontrodona) 41° 22′ 54″ N, 2° 10′ 27″ E / 41.38167°N,2.17407°E                                                        | 08019/1310-1  | Pere Aldavert · Carregueu una nova foto d'aquesta obra                                                                              |
| Làpida Santa Maria del Mar 1                                                               | EN NOM : DA LA SAGRADA : TRINITAT: A HO / NOR : DE MADONA: SANCTA: MARIA: FO : COMEN / SADA : LA OBRA : DAQUESTA: ESGLEYA: / LO DIA :/ DE SANCTA : / MARIA : DE MARS: EN L'AYN: DE / :M: CCC: XXIX: REGNANT : NAMFÓS: PER LA / GRATIA: DE DÉU : REY D'ARAGÓ : QUE : CONQUES / LO REGNE: DE CERDEYA : | 1329                                                                                     | pedra de Montjuïc                        | Pl. del Fossar de les Moreres 41° 23′ 02″ N, 2° 10′ 56″ E / 41.38389°N,2.18224°E                                                         | 08019/1323-1  | Làpida Santa Maria del Mar 1 · Carregueu una nova foto d'aquesta obra                                                               |
| Làpida Santa Maria del Mar 2                                                               | IN NOMINI : DOMINI : NOSTRI IHESU / CHRISTI, [AD HONOREM] SANCTE MARIE : / FUIT [INC]EPTUM: OPUS : FA / BRICE ECCLESIE : BEATE : MARIE: / DE MARI. DIE : ANUNCIACIONIS : / EIUSDEM : [VIII KALEN]DES : APRILIS : ANNO: DOMINI : [M: CC] C: XX: NONUS | 1329                                                                                     | pedra de Montjuïc                        | Pl. del Fossar de les Moreres 41° 23′ 02″ N, 2° 10′ 56″ E / 41.38389°N,2.18224°E                                                         | 08019/1323-2  | Làpida Santa Maria del Mar 2 · Carregueu una nova foto d'aquesta obra                                                               |
| Hospital de Sant Sever                                                                     | 1562 / HOSPITALE SACERDOTUM SANCTI SEVERI | 1562                                                                                     |                                          | Palla, 21 (Hospital de Sant Sever) 41° 23′ 00″ N, 2° 10′ 28″ E / 41.38346°N,2.17447°E                                                    | 08019/1326-1  | Hospital de Sant Sever · Modifica el valor a Wikidata · Carregueu una nova foto d'aquesta obra                                      |
| Museu Barbier Mueller                                                                      | EL MUSEU BARBIER-MUELLER / D'ART PRECOLOMBÍ DE BARCELONA / FOU INAUGURAT PER/ SA MAJESTAT LA REINA / 27 DE MAIG DE 1997 | 1997                                                                                     | marbre                                   | Montcada, 14 (Palau Nadal) 41° 23′ 06″ N, 2° 10′ 52″ E / 41.38492°N,2.18121°E                                                            | 08019/1327-1  | Carregueu una nova foto d'aquesta obra                                                                                              |
| Enric Morera                                                                               | En aquesta casa va nèixer / el compositor / Enric Morera / (1865 - 1942) / Olimpíada Cultural Barcelona '92. | 1992                                                                                     | bronze                                   | Cometa, 4 41° 22′ 55″ N, 2° 10′ 44″ E / 41.38198°N,2.17894°E                                                                             | 08019/1328-1  | Enric Morera · Carregueu una nova foto d'aquesta obra                                                                               |
| Col·legi Sant Jordi                                                                        | En aquesta casa va ser fundat el dia 1 / d'octubre de 1898 el Col·legi de Sant Jordi / per Francesc Flos i Calcat, primera / Escola Catalana dels Temps Moderns. / Octubre 1998 / En reconeixement / Generalitat de Catalunya | 1998                                                                                     | ferro                                    | Sant Honorat, 9 41° 22′ 59″ N, 2° 10′ 33″ E / 41.38319°N,2.17586°E                                                                       | 08019/1329-1  | Col·legi Sant Jordi · Carregueu una nova foto d'aquesta obra                                                                        |
| Pablo R. Picasso                                                                           | EN ESTA CASA / TUVO SU PRIMER ESTUDIO / PABLO R. PICASSO / BARCELONÉS DE ADOPCIÓN. / GENIAL RENOVADOR DEL ARTE. / HOMENAJE A SUS 90 AÑOS / 1881-1971 / EXCMO. AYUNTAMIENTO / REAL CÍRCULO ARTÍSTICO / Y TALLER PICASSO | 1971                                                                                     |                                          | Argenteria, 5 41° 23′ 02″ N, 2° 10′ 45″ E / 41.38395°N,2.17908°E                                                                         | 08019/1330-1  | Carregueu una nova foto d'aquesta obra                                                                                              |
| Cases dels Canonges                                                                        | CASES DELS CANONGES / S. XIV - XVI / RESTAURADES ENTRE 1927 - 1930 / (JERONI MARTORELL, ARQUITECTE) / HI HAN TINGUT L'ESTATGE EL FAD (1925-1927) / I EL SERVEI DE MONUMENTS DE LA DIPUTACIÓ DE BARCELONA (1927-1989) | 1989                                                                                     | pedra calcària                           | Pietat 41° 23′ 01″ N, 2° 10′ 36″ E / 41.38359°N,2.17666°E                                                                                | 08019/1331-1  | Cases dels Canonges · Carregueu una nova foto d'aquesta obra                                                                        |
| Caritat per als pobres                                                                     | CARITAT PER / LOS POBRES / DEL HOSPITAL / GENERAL DE / NTRA. SRA. DE MISERICORDIA / 1733 | 1733                                                                                     | pedra sorrenca                           | Elisabets, 8 41° 23′ 00″ N, 2° 10′ 07″ E / 41.38347°N,2.16856°E                                                                          | 08019/1334-1  | Caritat per als pobres · Carregueu una nova foto d'aquesta obra                                                                     |
| Casa de la Misericòrdia                                                                    | ILLMO . AC R.D.D. / GAVINO EPO BARCINONENSI / MUNIFICENTISSIMO PAVPERVM PATRI / OB HANS NOVAM AEDIFICII MOLEM / Á SE FVNDITVS ERECTAM / PEGII HOSPITII COETVS / IN PRERENNE MONVMENTVM POSVIT. / M.D.C.C.X.C. | 1790                                                                                     | marbre                                   | Ramelleres, 17 (Casa de la Misericòrdia) 41° 23′ 03″ N, 2° 10′ 07″ E / 41.38426°N,2.16868°E                                              | 08019/1334-3  | Casa de la Misericòrdia · Carregueu una nova foto d'aquesta obra                                                                    |
| Rehabilitació casa C. Sant Antoni Abat, 21                                                 | CASA REHABILITADA / SETEMBRE 1992 / ANY OLÍMPIC | 1992                                                                                     | llautó                                   | Sant Antoni Abat, 21 41° 22′ 45″ N, 2° 09′ 55″ E / 41.37922°N,2.16518°E                                                                  | 08019/1337-1  | Rehabilitació casa C. Sant Antoni Abat, 21 · Carregueu una nova foto d'aquesta obra                                                 |
| Primera pedra de la font                                                                   | Diumenge XIII de maig M.D.VIIII lo ilustre Senyor Don Enrich Infant / de Aragó y Sicilia, ultra altres grans bens ha fets en / aquesta Santa-Casa, pusá la primera pedra en la obra de la present font essen / conssellers los magnifics mossens Joan Llull -Antic Almogaver- Ju / an Carles Bellafila - Miquel Ublu - Pere Levall - lo cuals ab lo / consell jeneral d'aquesta insigne ciutat donaren laigua / al present hospital. De Deu ne agen lo premi en Paradís. Amen. | 1509                                                                                     | pedra de Montjuïc                        | Hospital, 56 (Jardins de l'Hospital de la Sant Creu) 41° 22′ 51″ N, 2° 10′ 13″ E / 41.380742°N,2.1701753°E                               | 08019/1338-3  | Primera pedra de la font · Carregueu una nova foto d'aquesta obra                                                                   |
| Finalització                                                                               | MDCXXIX [1629] | 1629                                                                                     | marbre                                   | Carme, 47-49 (Casa de Convalescència 41° 22′ 53″ N, 2° 10′ 10″ E / 41.38152556°N,2.16936528°E                                            | 08019/1338-4  | Finalització · Carregueu una nova foto d'aquesta obra                                                                               |
| Casa de Convalescència                                                                     | DEO OPTIMO MAXIMO. / LOS ILUSTRES SENYORS ADMINISTRADORS DEL OSPITAL GENRAL EN LO ANY 1622 DELIBERAREN / EDIFICAR CASA DE CONUALESCENCIA. LA ILUSTRE SENYORA LUCRECIA DE GUALBA MORI EN DIT ANY DISPOSANT QUE SOS MARMESORS DISTRIBUISEN LO RELIQUO DE / SOS BENS EN OBRAS PIAS A ELLS BEN VISTAS, DELS CUALS EN LAY. 1629 / NE FEREN DONACIO A DITS ILUSTRES SENYORS ADMINISTRADORS PER DONAR PRINCIPI A LA PRESENT / CASA DE CONVALECENCIA QUES COMENSA A 25 DE MARS DE DIT ANY. A 4 DE MAIG DE 1638 / FOU LA FATAL CREMA DEL QUARTO DE SANT ROC EN DIT HOSPITAL QUE PER RE / PARAR LO GRAN DANY QUE CAVSÀ PARÁ LA DITA OBRA A 19 DE OC- / TUBRE 1649. MORI PAU FERRAN CAVALLER, INSTITUI EREU LA PRESENT CONVALESCENCIA / ASENYALANLI 4 PERPETUOS ADMINISTRADORS. EN LOS AYS. 1650, 51, 52, 53 Y 1654 FOU LA PES- / TA, CITI, FAM Y GUERRA EN BARCELONA QUE IMPEDI LA FABRICA DE ELLA. E DIT TEMPS A / IMITACIÓ DE DIT PAV FERRAN LAS SENYORAS VICTORIA ASTOR Y ELENA SOLER DIXA- / REN SOS BENS PER ALIVIO DELS CONVALESCENTS. EN LO ANY DE 1655 LOS DITS ILLUSTRES SENYORS / ADMINISTRADORS DEL OSPITAL Y LOS DE PAV FERRAN SE CONCORDAREN Y / TOT JUNTS FEREN LA TRASA SOBRE LA OBRA COMENSADA LA QUAL SE / ES PROSEGUIDA Y ACABADA DE DINERS DE DIT PAV FERRAN / EN LO ANY M.DC.LXXX / AL MAIOREM DEI GLORIA | 1680                                                                                     | marbre                                   | Carme, 47-49 (Casa de Convalescència 41° 22′ 53″ N, 2° 10′ 10″ E / 41.38149°N,2.1693974°E                                                | 08019/1338-5  | Casa de Convalescència · Carregueu una nova foto d'aquesta obra                                                                     |
| A Carles III                                                                               | CAROLO III HISPANIAR. ET INDIARUM / REGI CATHOLICO P.P. / BONARUM ARTIUM. ET SCIENTIARUM / FAUTORI CLEMENTISSIMO / PROFESSORES CHIRURGIAE. BOTANICES. / AC ANATOMIAE BARCINONENSES / HOC MONUMENTUM GRATI ANIMI / F.C. PRINCIPI. FUNDATORI Q. OPTIMO M.DCC.LXII. | 1762                                                                                     | marbre                                   | Passatge Hospital, 2 (Edifici del Col·legi de Cirurgia) 41° 22′ 53″ N, 2° 10′ 10″ E / 41.381527°N,2.169425°E                             | 08019/1338-6  | A Carles III · Carregueu una nova foto d'aquesta obra                                                                               |
| Jardins de l'Hospital de la Santa Creu                                                     | D.O.M. / PROCIGNOTAE ORPHANARUM PROLIS / DOMICILIO ET CULTURA / SUMPTIBUS PIETATIS / RELIGIONIS OBSEQUIO / ILLMO. CANONICORUM SIMUL. A.C. SENATORUM / CAETU. PATRONO / SUB. CAROLO IV PIO AUGUSTO / REPARATA HAEC AEDES ET AMPLIATA / ANNO DOMINI MDCCCII | 1802                                                                                     | marbre                                   | Hospital, 56 (Jardins de l'Hospital de la Santa Creu) 41° 22′ 51″ N, 2° 10′ 12″ E / 41.380827°N,2.1700653°E                              | 08019/1338-7  | Carregueu una nova foto d'aquesta obra                                                                                              |
| Antoni Lozoya                                                                              | AL PRESIDENT D'HONOR / ANTONI LOZOYA AUGE / ARTIFEX PRINCIPAL DE LA REHABILITACIO / D'AQUEST EDIFICI DES DE L'ADQUISICIO DEL / CERCLE ARTISTIC EN 1958 FINS / EL COMPLEMENT ARQUITECTONIC DE 1992 | 1992                                                                                     | ceràmica                                 | Arcs, 5 (Casa Bassols-Pignatelli) 41° 23′ 04″ N, 2° 10′ 28″ E / 41.38458°N,2.17455°E                                                     | 08019/1344-1  | Antoni Lozoya · Carregueu una nova foto d'aquesta obra                                                                              |
| Mesón de Santo Domingo                                                                     | ANTIC "MESON DE SANTO DOMINGO" / EDIFICI CONSTRUIT L'ANY 1874 / REHABILITAT L'ANY 1997 / PER R. i A. Galopa, S.L. | 1997                                                                                     | llautó pintat                            | Rec Comtal, 18 41° 23′ 23″ N, 2° 10′ 48″ E / 41.38984°N,2.17996°E                                                                        | 08019/1345-1  | Carregueu una nova foto d'aquesta obra                                                                                              |
| Port. Inauguració bocana nord                                                              | Port de Barcelona / Inauguració de la bocana Nord del Port de Barcelona / Excm. Sr. Francisco Álvarez-Cascos Fernández, / Hble. Sr. Artur Mas i Gavarró, / conseller en Cap / 19 de Juny del 2003 | 2003                                                                                     |                                          | Bocana nord del Port de Barcelona 41° 21′ 56″ N, 2° 11′ 10″ E / 41.36549°N,2.18613°E                                                     | 08019/1346-1  | Carregueu una nova foto d'aquesta obra                                                                                              |
| Moll de Bosch i Alsina                                                                     | MAIG 1981. SA MAJESTAT EL REI JOAN CARLES I / PRESIDEIX EL DIA DE LES FORCES ARMADES. PER / VOLUNTAT REIAL, EL MOLL DE BOSCH I ALSINA / ESDEVÉ, AMB LA COL·LABORACIÓ DE L'AJUNTAMENT DE BARCELONA I DEL PORT AUTÒNOM, EL PASSEIG / TAN DESIJTAT PELS BARCELONINS | 1981                                                                                     | marbre                                   | Moll de Bosch i Alsina (Moll de la Fusta) 41° 22′ 46″ N, 2° 10′ 54″ E / 41.37958°N,2.1817°E                                              | 08019/1347-1  | Carregueu una nova foto d'aquesta obra                                                                                              |
| Homenatge als artesans de pau                                                              | silenci / ARTESANS DE PAU DES DE 1981 | Disseny: Judith Masana 2009                                                              | bronze                                   | Pl. de Sant Jaume 41° 22′ 59″ N, 2° 10′ 37″ E / 41.38292°N,2.17698°E                                                                     | 08019/1350-1  | Homenatge als artesans de pau · Carregueu una nova foto d'aquesta obra                                                              |
| Pierre F. Méchain                                                                          | Des d'aquest emplaçament, el científic francès, / Pierre F. Méchain va efectuar el darrer / mesurament triangular que va donar lloc al / naixement del sistema mètric decimal. / Barcelona, 10 de desembre de 1999 / Del 1799 al 1999 | Idea de Teodoro Garriga 1772, 1904, 1999                                                 |                                          | Moll de Pescadors -Torre del Rellotge- 41° 22′ 30″ N, 2° 11′ 09″ E / 41.37497°N,2.18581°E                                                | 08019/1503-1  | Pierre F. Méchain · Carregueu una nova foto d'aquesta obra                                                                          |
| A Francesc Pujols                                                                          | FRANCESC PUJOLS / FILÒSOF / VA NEIXER EN / AQUESTA CASA / L'ONZE D'AGOST / DE 1882 / CATALUNYA / HO COMMEMORA / SUBIRACHS / PRIMAVERA 1984 "EL PENSAMENT / CATALÀ / REBROTA SEMPRE I / SOBREVIU / ELS SEUS IL·LUSOS ENTERRADORS" / FRANCESC PUJOLS | Escultor: Josep Maria Subirachs 1984                                                     | Pedra calcària                           | Pl. Reial, 10 41° 22′ 49″ N, 2° 10′ 32″ E / 41.38025°N,2.1756°E                                                                          | 08019/1702-1  | A Francesc Pujols · Carregueu una nova foto d'aquesta obra                                                                          |
| Miquel dels Sants Oliver                                                                   | BARCELONA / A / MIGVEL DE LOS SANTOS / OLIVER / 1864 - 1920 | 1960                                                                                     | Marbre blanc i bronze                    | Canuda, 6 (Palau Savassona) 41° 23′ 05″ N, 2° 10′ 18″ E / 41.38469°N,2.17173°E                                                           | 08019/1703-1  | Miquel dels Sants Oliver · Carregueu una nova foto d'aquesta obra                                                                   |
| Barcelona a Antoni Nicolau                                                                 | BARCELONA / A / NICOLAU / MDCCCLVIII - MCMXXXIII [1858 - 1933] | 1932                                                                                     | pedra calcària i bronze                  | Portaferrissa, 10 41° 23′ 00″ N, 2° 10′ 21″ E / 41.38331°N,2.17241°E                                                                     | 08019/1704-1  | Barcelona a Antoni Nicolau · Carregueu una nova foto d'aquesta obra                                                                 |
| Pere Pruna                                                                                 | A PERE PRVNA / PINTOR / QVE VISQVÉ EN AQVESTA CASA / MCMIV / LXXVII | Escultor: Josep Busquets i Òdena, signada 1986                                           | bronze                                   | Pl. Reial, 3 41° 22′ 49″ N, 2° 10′ 29″ E / 41.38018°N,2.17476°E                                                                          | 08019/1705-1  | Pere Pruna · Carregueu una nova foto d'aquesta obra                                                                                 |
| Ocaña                                                                                      | EN AQUESTA CASA VA VIURE / EL PINTOR OCAÑA / (1972-82) | 1984                                                                                     | ceràmica                                 | Pl. Reial, 12 41° 22′ 48″ N, 2° 10′ 33″ E / 41.37997°N,2.17581°E                                                                         | 08019/1706-1  | Ocaña · Carregueu una nova foto d'aquesta obra                                                                                      |
| Baixada de Serra Martí                                                                     | BAIXADA DEL REGIDOR / JOSEP Mª SERRA I MARTI / 1927 - 1991 | Serveis tècnics municipals 1993                                                          | pedra arenisca amb marc de llautó        | Pl. Nova 41° 23′ 03″ N, 2° 10′ 31″ E / 41.38407°N,2.17538°E                                                                              | 08019/1707-1  | Baixada de Serra Martí · Carregueu una nova foto d'aquesta obra                                                                     |
| Sònia                                                                                      | En aquesta glorieta, va morir assassinada el 6 d'octubre de / 1991 la transexual Sònia a mans del feixisme. / Nosaltres no ho oblidem. Coordinadora de Frentes de Liberación Homosexual del Estado Español / (COFLHEE) Barcelona, 7 de març de 1993 | 1993                                                                                     | Acer inoxidable                          | Parc de la Ciutadella (Quiosc de música) 41° 23′ 21″ N, 2° 11′ 10″ E / 41.38912°N,2.18619°E                                              | 08019/1709-1  | Sònia · Carregueu una nova foto d'aquesta obra                                                                                      |
| 150 Aniversari de la 1a. fotografia feta a Espanya                                         | 10 DE NOVEMBRE DE 1989 / 150 ANIVERSARI / DE / LA PRIMERA FOTOGRAFIA FETA A ESPANYA / AJUNTAMENT DE BARCELONA / INSTITUT D'ESTUDIS FOTOGRÀFICS DE CATALUNYA / FEDERACIÓ CATALANA DE FOTOGRAFIA / GREMI FOTOGRÀFIC DE CATALUNYA | Disseny: Institut d'Estudis Fotogràfics de Catalunya 1989                                | pedra calcària sobre bastidor d'acer     | Pla de Palau 41° 22′ 57″ N, 2° 11′ 02″ E / 41.38254°N,2.18381°E                                                                          | 08019/1710-1  | 150 Aniversari de la 1a. fotografia feta a Espanya · Carregueu una nova foto d'aquesta obra                                         |
| Ramon Cabau Guasch                                                                         | LA BOQUERIA A / RAMÓN CABAU / RESTAURADOR / 17·11·1924 / 31·03·1987 | 2005                                                                                     |                                          | Pl. Sant Josep amb Cabres 41° 22′ 54″ N, 2° 10′ 19″ E / 41.3815379°N,2.172079°E                                                          | 08019/1711-1  | Ramon Cabau · Vegeu més fotos d'aquesta obra · Carregueu una nova foto d'aquesta obra                                               |
| 20 anys de moviment veïnal al Casc Antic                                                   | Associació de veïns Casc Antic / 1974 1994 / 20 ANYS / Fent barri / EN RECONEIXEMENT AL / MON VEÏNAL. / A.V.V. CASC ANTIC / 11 - 6 - 1995 | 1995                                                                                     | marbre blanc                             | Allada - Vermell, 3-5 41° 23′ 14″ N, 2° 10′ 51″ E / 41.38712°N,2.18095°E                                                                 | 08019/1712-1  | 20 anys de moviment veïnal al Casc Antic · Carregueu una nova foto d'aquesta obra                                                   |
| Jacint Raventós                                                                            | JACINT REVENTÓS / I BORDOY / 1883 - 1968 / METGE / REGIDOR / MEDALLA DE LA CIUTAT / AMIC DELS ARTISTES | Escultor: Pau Gargallo 1995, a partir d'una obra de 1925                                 | bronze                                   | Pl. Joaquim Raventós 41° 23′ 01″ N, 2° 10′ 51″ E / 41.38356°N,2.1809°E                                                                   | 08019/1713-1  | Jacint Raventós · Carregueu una nova foto d'aquesta obra                                                                            |
| Carles Pi i Sunyer                                                                         | EN AQUESTA CASA NASQUÉ, / EL DIA 29 DE FEBRER DE 1.888 / CARLES PI I SUNYER / ESCRIPTOR I POLÍTIC, QUE / FOU ALCALDE DE BARCELONA, / CONSELLER DE LA GENERALI- / TAT DE CATALUNYA / I MINIS- / TRE DE LA REPÚBLICA. | Escultora: Marta Polo 1989                                                               | bronze                                   | La Rambla amb Hospital 41° 22′ 53″ N, 2° 10′ 22″ E / 41.381304°N,2.17291116°E                                                            | 08019/1714-1  | Carles Pi i Sunyer · Carregueu una nova foto d'aquesta obra                                                                         |
| José Rizal                                                                                 | José Rizal 1861 - 1896 / L'heroi nacional filipí José Rizal fou acollit, en arribar / a Barcelona el 1882, en aquest Hotel España, / conegut aleshores com a Fonda España. | 1996, desapareguda 2010                                                                  | acer inoxidable                          | Sant Pau, 11 (Fonda Espanya) 41° 22′ 48″ N, 2° 10′ 22″ E / 41.3799960°N,2.17285752°E                                                     | 08019/1716-1  | Carregueu una nova foto d'aquesta obra                                                                                              |
| Ramon Bech                                                                                 | AQUÍ VA VIURE RAMON BECH I TABERNER (1918 - 1995) / ADVOCAT I POETA, / GUANYADOR DEL PREMI / CARLES RIBA 1960 | 1997                                                                                     | acer inoxidable                          | Petritxol, 3 41° 22′ 56″ N, 2° 10′ 24″ E / 41.3822°N,2.17327°E                                                                           | 08019/1717-1  | Ramon Bech · Carregueu una nova foto d'aquesta obra                                                                                 |
| Escola de Mar                                                                              | EN COMMEMORACIÓ DEL 75è ANIVERSARI DE LA INAUGURACIÓ DE L'ESCOLA DE MAR, / EN AQUEST INDRET, EL 26 DE GENER DE 1922, QUE FOU DESTRUÏDA PER UNA BOMBA EL 1938, I EN / AGRAÏMENT A TOTES LES PERSONES QUE L'HAN FET POSSIBLE AL LLARG DE 75 ANYS / BARCELONA, 31 DE MAIG DE 1997 | Disseny: María Luisa Aguado 1997                                                         | bronze                                   | Pg. Marítim de la Barceloneta amb Grau i Torras 41° 22′ 39″ N, 2° 11′ 29″ E / 41.37761°N,2.19145°E                                       | 08019/1718-1  | Carregueu una nova foto d'aquesta obra                                                                                              |
| Barceloneta Amateur Club                                                                   | EL / BARCELONETA / AMATEUR CLUB / fou fundat l'any 1929, / i aquí va residir / la seva seu social. / Ajuntament de Barcelona / OCTUBRE DE 1999 | 1999                                                                                     | fosa de ferro                            | Platja de Sant Sebastià amb Baluard 41° 22′ 35″ N, 2° 11′ 26″ E / 41.37638°N,2.19045°E                                                   | 08019/1719-1  | Carregueu una nova foto d'aquesta obra                                                                                              |
| Hilari Salvadó                                                                             | Aquí va néixer Hilari Salvadó i Castell, / que durant els anys difícils de 1937 a / 1939 fou alcalde de Barcelona, des / d'on es va ocupar principalment de / la defensa ciutadana dels bombardeigs / franquistes. Va dedicar tota la seva / vida a treballar per Barcelona i per / Catalunya. / Barcelona, 1997 | 1997                                                                                     | acer                                     | Pescadors, 82 41° 22′ 35″ N, 2° 11′ 24″ E / 41.37632°N,2.18989°E                                                                         | 08019/1720-1  | Hilari Salvadó · Carregueu una nova foto d'aquesta obra                                                                             |
| Francesc Pi i Margall                                                                      | EN AQUESTA CASA VA NAIXER / FRANCISCO PI Y MARGALL / EL DIA 29 DE ABRIL DE / 1824 | 1904                                                                                     | marbre i ferro                           | Mirallers, 13 41° 23′ 02″ N, 2° 10′ 53″ E / 41.38393°N,2.1815°E                                                                          | 08019/1723-1  | Francesc Pi i Margall · Carregueu una nova foto d'aquesta obra                                                                      |
| Castellers de Barcelona                                                                    | ELS CASTELLERS DE BARCELONA VAN DESCARREGAR / PER PRIMERA VEGADA EL 4 DE 9 AMB FOLRE EL DIA / DE LA MERCE DE 1999 EN EL SEU 30e ANIVERSARI | 1999                                                                                     | incisió sobre pedra calcària de Colmenar | Pl. Sant Jaume 41° 22′ 58″ N, 2° 10′ 36″ E / 41.3827°N,2.17679°E                                                                         | 08019/1724-1  | Castellers de Barcelona · Carregueu una nova foto d'aquesta obra                                                                    |
| L'Ensenyança                                                                               | L'ENSENYANÇA / NOM QUE ELS CIUTADANS DONAREN A LA / PRIMERA ESCOLA FEMENINA DE BARCELONA, / FUNDADA L'ANY 1650 PER LA COMPANYIA DE / MARIA LESTONNAC. / ANAR A L'ENSENYANÇA ERA EQUIVALENT / A REBRE CULTURA I EDUCACIÓ./ Barcelona, 2000 | 2000, en aquest emplaçament des de 2001                                                  | bronze                                   | Pas de l'Ensenyança, 8 (Hotel Rialto) 41° 22′ 56″ N, 2° 10′ 36″ E / 41.38219°N,2.17656°E                                                 | 08019/1725-1  | L'Ensenyança · Carregueu una nova foto d'aquesta obra                                                                               |
| Joan Salvat-Papasseit                                                                      | ESTANT-SE AQUÍ / VA ESCURAR ELS ÚLTIMS DIES / JOAN SALVAT-PAPASSEIT / (1894 - 1924) / DE MARE GITANA, / D'OBRERA ESTIRP / I DE LLEIAL NACIÓ: / DE DIGNITAT POETA. / EL POBLE A UN ENEMIC BEN NOBLE / EN EL CENTENARI / DE LA SEVA ARRIBADA AL MOLL. / BARCELONA, 1994 | 1994                                                                                     | marbre blanc                             | Argenteria, 64 41° 23′ 01″ N, 2° 10′ 52″ E / 41.38359°N,2.18103°E                                                                        | 08019/1726-1  | Joan Salvat-Papasseit · Carregueu una nova foto d'aquesta obra                                                                      |
| 90 aniversari Joan Miró                                                                    | A JOAN MIRO AMB EL / RECONEIXEMENT DE LA / CIUTAT DE BARCELONA / EN EL SEU 90 ANIVERSARI / 20 ABRIL 1983 | 1983                                                                                     | granit                                   | Passatge del Crèdit, 2 41° 22′ 55″ N, 2° 10′ 35″ E / 41.38183°N,2.17648°E                                                                | 08019/1727-1  | 90 aniversari Joan Miró · Carregueu una nova foto d'aquesta obra                                                                    |
| Tomàs Garcés                                                                               | Ajuntament de Barcelona / El dia 9 d'octubre de 1901 va / néixer en aquesta casa el poeta / Tomàs Garcés (1901-1993) | Disseny: Judith Masana 2001                                                              | acer inoxidable                          | Sant Carles, 32 41° 22′ 46″ N, 2° 11′ 27″ E / 41.37947°N,2.19083°E                                                                       | 08019/1728-1  | Tomàs Garcés · Carregueu una nova foto d'aquesta obra                                                                               |
| Josep Anselm Clavé (Pl. Barceloneta)                                                       | GLORIA A CLAVE / EN CONMEMORACIÓN DEL 1ER CONCIERTO / CORAL CELEBRADO EN ESPAÑA, EL 14 DE / AGOSTO DE 1850 POR LA SOCIEDAD / CORAL EUTERPE 1ª, CREADA EN ESPAÑA / BAJO LA DIRECCIÓN DE SU MAESTRO / FUNDADOR DN J. ANSELMO CLAVE, / CELEBRANDOSE SU 105 ANIVERSARIO / EL 24 DE SEPTIEMBRE DE 1955, SIEN- / DO SU ACTUAL MAESTRO / DN JOSE PALTRE ARALDO / DONATIVO DEL EXCMO. / AYUNTAMIENTO. | 1955                                                                                     | marbre blanc                             | Pl. Barceloneta i Mar, 42 41° 22′ 47″ N, 2° 11′ 17″ E / 41.37978°N,2.18795°E                                                             | 08019/1729-1  | Josep Anselm Clavé (Pl. Barceloneta) · Carregueu una nova foto d'aquesta obra                                                       |
| Fernando de Lesseps                                                                        | EN ESTA CASA VIVIO / FERNANDO DE LESSEPS / CONSUL GENERAL DE FRANCIA / EN BARCELONA / AVTOR DE LOS PROYECTOS DE LOS CANALES / DE SVEZ Y PANAMA, EN SV MEMORIA EL / EXMO. AYVNTAMIENTO DE BARCELONA / COLOCA ESTA LAPIDA EN EL PRIMER CENTE- / NARIO DE LA INAVGVRACION DEL CANAL DE / SVEZ. / 20 NOVIEMBRE 1969 | 1969                                                                                     | marbre blanc                             | Pl. de la Barceloneta i Sant Miquel, 41 41° 22′ 47″ N, 2° 11′ 18″ E / 41.37967°N,2.18844°E                                               | 08019/1730-1  | Fernando de Lesseps · Carregueu una nova foto d'aquesta obra                                                                        |
| Castellers de Barcelona                                                                    | EL 23 DE SETEMBRE DE 2001 / ELS CASTELLERS DE BARCELONA / VAREN DESCARREGAR EL SEU / PRIMER 3 DE NOU AMB FOLRE, / DINS LES FESTES DE LA MERCÈ | 2002                                                                                     | incisió sobre pedra calcària de Colmenar | Pl. Sant Jaume 41° 22′ 58″ N, 2° 10′ 36″ E / 41.38271°N,2.17679°E                                                                        | 08019/1732-1  | Castellers de Barcelona · Carregueu una nova foto d'aquesta obra                                                                    |
| Als Serrahima                                                                              | 19AV57 A MAURICI / SERRAHIMA PALÀ / I LLUIS SERRAHIMA / CAMÍN, ELS VEÏNS | 1957                                                                                     | ferro i llautó                           | Petritxol, 5 41° 22′ 58″ N, 2° 10′ 23″ E / 41.38269°N,2.17312°E                                                                          | 08019/1736-1  | Als Serrahima · Carregueu una nova foto d'aquesta obra                                                                              |
| Senyor Dalmau                                                                              | RADIO NACIONAL DE ESPAÑA / EN BARCELONA / Y SU / CAMPAÑA BENÉFICA / AL / “SR. DALMAU” / VECINO SIMBÓLICO / DE ESTA CALLE. / 6-VI-1.949 6-VI-1.969 | 1969                                                                                     | marbre                                   | Petritxol, 18 41° 22′ 59″ N, 2° 10′ 21″ E / 41.38313°N,2.17263°E                                                                         | 08019/1737-1  | Senyor Dalmau · Carregueu una nova foto d'aquesta obra                                                                              |
| Josep Puiggarí                                                                             | JOSEP PUIGGARÍ I LLOBET / 1821-1903 / PROTECTOR DE LA CULTURA I DE LES ARTS / NASQUÈ AL CARRER DE PETRITXOL I VISQUÈ / AQUESTA CASA / HOMENATGE DELS VEÏNS. 1960. | Ceràmica: Joan Baptista Guivernau Dibuix original de Josep Puiggarí 1960                 | ceràmica                                 | Petritxol, 1 41° 22′ 57″ N, 2° 10′ 24″ E / 41.38255°N,2.17332°E                                                                          | 08019/1738-1  | Josep Puiggarí · Carregueu una nova foto d'aquesta obra                                                                             |
| Montserrat Caballé                                                                         | MONTSERRAT CABALLÉ / TREBALLÀ A LA CASA COMELLA / L'ANY 1950 / L'ASSOCIACIÓ DE VEÏNS / HO RECORDA EN HOMENATGE / PEL TEMPS PASSAT AQUÍ / 13-1-1984 | 1984                                                                                     | marbre blanc                             | Petritxol, 11 41° 22′ 58″ N, 2° 10′ 22″ E / 41.3829°N,2.17286°E                                                                          | 08019/1739-1  | Montserrat Caballé · Carregueu una nova foto d'aquesta obra                                                                         |
| Francisco Puig y Alfonso                                                                   | LA CORPORACIÓN MUNICIPAL EN SESIÓN / CELEBRADA EL DÍA 30 DE DICIEMBRE DE 1953, / ACORDÓ LA COLOCACIÓN DE ESTA LÁPIDA / COMO HOMENAJE AL EJEMPLAR CIUDADANO / EXCMO. SR. DON FRANCISCO PUIG Y ALFONSO, / QUE FORMANDO PARTE DEL AYUNTAMIENTO / Y DE OTRAS CORPORACIONES, TANTO HIZO / POR LA BENEFICENCIA, POR LA CULTURA Y / POR EL PRESTIGIO DE BARCELONA. | 1954                                                                                     | marbre blanc                             | Capellans, 2 41° 23′ 05″ N, 2° 10′ 31″ E / 41.38464°N,2.17515°E                                                                          | 08019/1740-1  | Francisco Puig y Alfonso · Carregueu una nova foto d'aquesta obra                                                                   |
| Fundació FC Barcelona                                                                      | EN / AQUEST LOCAL / VA ESSER FUNDAT EL / F.C. BARCELONA / PER / JOAN GAMPER / EL DIA 29-11-1899 / AMB MOTIU DEL / 75 / ANIVERSARI / BARCELONA NOVEMBRE / 1974 PLACA RECUPERADA DE LA FAÇANA DE L'ANTIC / GIMNÀS SOLÉ I COL·LOCADA EN EL MATEIX INDRET / AMB MOTIU DEL CENTENARI DEL F.C. BARCELONA / BARCELONA 29 DE NOVEMBRE 1999 | 1974, 1999                                                                               | granit negre i bronze                    | Montjuïc del Carme, 2 41° 22′ 58″ N, 2° 10′ 12″ E / 41.38289°N,2.16989636°E                                                              | 08019/1741-1  | Fundació FC Barcelona · Carregueu una nova foto d'aquesta obra                                                                      |
| Rómulo Gallegos                                                                            | AQUÍ VISQUE I ESCRIVÍ (1930) / RÓMULO GALLEGOS / NOVEL·LISTA EMINENT I / PRESIDENT DE LA REPÚBLICA / DE VENEÇUELA / CARACAS 1884 -1969 | c 1998                                                                                   | bronze                                   | La Rambla, 138 41° 23′ 06″ N, 2° 10′ 14″ E / 41.38507°N,2.17067°E                                                                        | 08019/1742-1  | Rómulo Gallegos · Carregueu una nova foto d'aquesta obra                                                                            |
| Andreu Nin                                                                                 | ANDREU NIN / 1892 - 1937 / REVOLUCIONARI MARXISTA / CATALÀ I INTERNACIONALISTA / EN COMMEMORACIÓ DEL 50è ANIVERSARI / DEL SEU ASSASSINAT PER L'ESTALINISME / MAIG 1987 En memòria de qui va ser secretari polític del Partit Obrer d'Unificació Marxista (POUM), l'escriptor i periodista Andreu Nin. Aquest edifici de la Rambla, antiga seu de l'Hotel Falcon, va ser el quarter general d'aquesta formació política durant la Guerra Civil Espanyola | 1987                                                                                     | marbre blanc                             | La Rambla, 30-32 (Biblioteca Gòtic - Andreu Nin) 41° 22′ 43″ N, 2° 10′ 34″ E / 41.37855°N,2.17603°E                                      | 08019/1743-1  | Andreu Nin · Carregueu una nova foto d'aquesta obra                                                                                 |
| Andreu Nin                                                                                 | “AQUÍ, EL 16 DE JUNY DE 1937, / ELS SEUS COMPANYS VEIÉREM PER / DARRERA VEGADA ANDREU NIN (1892 - 1937), / SECRETARI POLÍTIC DEL P.O.U.M. / LLUITADOR PEL SOCIALISME I LA LLIBERTAT, / VÍCTIMA DE L'ESTALINISME. / ELS SEUS COMPANYS / BARCELONA, 16 DE JUNY DEL 1983” | 1983                                                                                     | marbre blanc                             | La Rambla, 128 41° 23′ 03″ N, 2° 10′ 16″ E / 41.38429°N,2.17117°E                                                                        | 08019/1744-1  | Andreu Nin · Carregueu una nova foto d'aquesta obra                                                                                 |
| Venerable Madrona Clarina                                                                  | 1688 - 1744 / EN ESTA CASA NACIÓ, VIVIÓ Y MURIÓ / LA VENERABLE MADRONA CLARINA Y COLOMER | c. 1959                                                                                  | ceràmica                                 | Tantarantana, 4 (Casa-fàbrica Castanyer-Comas) 41° 23′ 15″ N, 2° 10′ 51″ E / 41.38742°N,2.18086°E                                        | 08019/1745-1  | Venerable Madrona Clarina · Carregueu una nova foto d'aquesta obra                                                                  |
| Fundació del Partit Socialista Unificat de Catalunya                                       | Aquí va ser fundat, / el 23 de juliol de 1936, / el Partit Socialista Unificat de Catalunya / PSUC / Barcelona, 23 de juliol de 2001 | 2001                                                                                     | llautó                                   | Pl. del Pi 41° 22′ 57″ N, 2° 10′ 26″ E / 41.38252°N,2.17401°E                                                                            | 08019/1746-1  | Carregueu una nova foto d'aquesta obra                                                                                              |
| 52 aniversari del Cardenal Casañas                                                         | d. o. m. / V CENTENARIO de la / CONSAGRACION + del / templo parroquial + hoy / basilica + de S.ta MARIA / DE LOS REYES +PINO+ / pi / a la memoria del Emmo. / CARDENAL CASAÑAS / en el LII aniversario de su EPISCOPADO / BARCELONES +++bautizado en la misma el / 6+ix+1834 +++ su economo de 1869 a 1876 +++ / promotor en 1879+hasta su culminacion+del / proceso canonico de SAN JOSE ORIOL+++ / 17 + vi + 1953 | Escultor: Martí Llauradó 1953                                                            | marbre                                   | Pl. del Pi, 7 (Santa Maria del Pi) 41° 22′ 56″ N, 2° 10′ 25″ E / 41.38228°N,2.17372°E                                                    | 08019/1747-1  | 52 aniversari del Cardenal Casañas · Vegeu més fotos d'aquesta obra · Carregueu una nova foto d'aquesta obra                        |
| Isabel Llorach                                                                             | ELS AMICS DELS MUSEUS DE CATALUNYA / A ISABEL LLORACH I DOLÇA / FUNDADORA DELS AMICS DEL CARRER MONTCADA / I PROMOTORA DE LA SEVA DIGNIFICACIÓ / 18 de maig de 1979 | 1979                                                                                     | bronze                                   | Montcada, 16 41° 23′ 05″ N, 2° 10′ 53″ E / 41.38485°N,2.18131°E                                                                          | 08019/1748-1  | Carregueu una nova foto d'aquesta obra                                                                                              |
| Club Natació Atlètic                                                                       | El / CLUB NATACIÓ / ATLÈTIC / Fou fundat l'any 1913, / I aquí va residir la seva seu social. / Ajuntament de Barcelona / octubre 1999 | 1999                                                                                     | bronze                                   | Pontevedra amb platja de Sant Miquel 41° 22′ 37″ N, 2° 11′ 27″ E / 41.377°N,2.19075°E                                                    | 08019/1750-1  | Club Natació Atlètic · Carregueu una nova foto d'aquesta obra                                                                       |
| Fundació de la Unió General de Treballadors                                                | EN AQUESTA CASA ES / VA FUNDAR LA UNIÓ / GENERAL DE TREBA- / LLADORS D'ESPANYA / EN EL DECURS / DEL CONGRÈS / CONSTITUENT / QUE TINGUÉ LLOC / ELS DIES 12, 13 i 14 / D'AGOST DEL 1.888 / BARCELONA, / 1 de MAIG DE 1982 EN ESTA CASA SE / FUNDÓ LA UNIÓN / GENERAL DE TRABA- / JADORES / DE ESPAÑA / EN EL TRANSCURSO / DEL CONGRESO / CONSTITUYENTE / CELEBRADO LOS / DÍAS 12, 14 Y 14 DE / AGOSTO DE 1.888 / BARCELONA, / 1 de MAYO DE 1982 | 1982                                                                                     | marbre                                   | Tallers, 29 41° 23′ 05″ N, 2° 10′ 07″ E / 41.38483°N,2.16869°E                                                                           | 08019/1751-1  | Fundació de la Unió General de Treballadors · Carregueu una nova foto d'aquesta obra                                                |
| Jaume Fuster                                                                               | EN AQUESTA CASA VA NÉIXER / JAUME FUSTER (1945 - 1998) / i aquí va iniciar-se com a escriptor / d'una obra àmplia i ambiciosa, / en molts gèneres i per tota / mena de lectors. 24 d'Abril de 2003 / Associació de comerciants i veïns / del carrer Tallers i rodalies. | 2003                                                                                     | bronze                                   | Tallers, 65 41° 23′ 06″ N, 2° 10′ 02″ E / 41.3848818°N,2.1672570°E                                                                       | 08019/1752-1  | Jaume Fuster · Carregueu una nova foto d'aquesta obra                                                                               |
| Miquel Llobet                                                                              | EN AQUESTA CASA VISQUÉ I MORÍ / MIQUEL LLOBET / GUITARRISTA I COMPOSTOR / 1878 - 1938 | c 1988                                                                                   | pedra calcària                           | Sant Pere Més Baix, 1 41° 23′ 11″ N, 2° 10′ 33″ E / 41.38636°N,2.17589°E                                                                 | 08019/1753-1  | Miquel Llobet · Carregueu una nova foto d'aquesta obra                                                                              |
| Terenci Moix                                                                               | Terenci Moix / Escriptor / Va néixer en aquesta casa / El 5 de gener de 1942 / Ajuntament de Barcelona | 2004                                                                                     | bronze                                   | Joaquín Costa, 37 41° 22′ 57″ N, 2° 09′ 57″ E / 41.38256°N,2.16577°E                                                                     | 08019/1754-1  | Terenci Moix · Carregueu una nova foto d'aquesta obra                                                                               |
| Manuel Vázquez Montalbán                                                                   | Manuel Vázquel / Montalbán / (1939-2003) / Escriptor i periodista / Va néixer en aquesta casa / El 14 de juny de 1939 / Ajuntament de Barcelona | 2004                                                                                     | bronze                                   | Botella, 11 41° 22′ 44″ N, 2° 09′ 57″ E / 41.37896504°N,2.16592669°E                                                                     | 08019/1754-2  | Manuel Vázquez Montalbán · Carregueu una nova foto d'aquesta obra                                                                   |
| Jaume Aragall                                                                              | Jaume Aragall / i Garriga / tenor / Va néixer en aquesta casa de La Ribera / el 6 de juny de 1939 / Ajuntament de Barcelona | 2005                                                                                     | llautó                                   | Pg. del Born, 30 41° 23′ 05″ N, 2° 10′ 59″ E / 41.38485°N,2.18302°E                                                                      | 08019/1754-5  | Jaume Aragall · Carregueu una nova foto d'aquesta obra                                                                              |
| La Vanguardia                                                                              | La Vanguardia / En aquest local van instal·lar / els primers tallers i redacció / del diari, / del 1881 al 1888 / Commemoració del 125è aniversari / Ajuntament de Barcelona | 2006                                                                                     | bronze                                   | Heures, 10 (Casa Oleguer Juncosa) 41° 22′ 51″ N, 2° 10′ 31″ E / 41.38085°N,2.17533°E                                                     | 08019/1754-7  | La Vanguardia · Carregueu una nova foto d'aquesta obra                                                                              |
| Hans Christian Andersen                                                                    | Hans Christian / Andersen / (Odense 1805 -Copenhaguen 1875) / Escriptor danès / Va viure des d'aquest hotel / la inundació de la Rambla / el 15 de setembre de 1862 / Ajuntament de Barcelona | 2006                                                                                     | bronze                                   | La Rambla, 45 (Hotel Orient) 41° 22′ 47″ N, 2° 10′ 28″ E / 41.3798°N,2.17431°E                                                           | 08019/1754-9  | Hans Christian Andersen · Carregueu una nova foto d'aquesta obra                                                                    |
| Maurici Serrahima                                                                          | Maurici / Serrahima i Bofill / (Barcelona 1902-1979) / Escriptor, advocat i senador / Va néixer en aquesta casa / i hi va viure fins el 1909 / Ajuntament de Barcelona | 2006                                                                                     | bronze                                   | Petritxol, 3 41° 22′ 58″ N, 2° 10′ 23″ E / 41.38267°N,2.17318°E                                                                          | 08019/1754-10 | Maurici Serrahima · Carregueu una nova foto d'aquesta obra                                                                          |
| Víctimes del bombardeig de Sant Felip Neri                                                 | En memòria de les / víctimes del bombardeig / de Sant Felip Neri / Aquí van morir 42 persones / -la majoria infants- / per l'acció de l'aviació franquista / el 30 de gener de 1938 / (31 de gener de 2007) / Ajuntament de Barcelona | Disseny: Lluís Pau 2007                                                                  | bronze                                   | Pl. de Sant Felip Neri (façana de [[[Sant Felip Neri de Barcelona\|Sant Felip Neri]]) 41° 23′ 01″ N, 2° 10′ 30″ E / 41.38348°N,2.17501°E | 08019/1754-18 | Víctimes del bombardeig de Sant Felip Neri · Carregueu una nova foto d'aquesta obra                                                 |
| Agustí Bartra i Lleonart                                                                   | AGUSTÍ BARTRA I LLEONART / (Barcelona 1908 - Terrassa 1982) / Poeta, narrador, dramaturg, / crític i traductor / Va néixer en aquesta casa / Setmana de la Poesia 2008 / Ajuntament de Barcelona | 2008                                                                                     | bronze                                   | La Rambla, 6 41° 22′ 38″ N, 2° 10′ 36″ E / 41.377226°N,2.17674136°E                                                                      | 08019/1754-23 | Agustí Bartra i Lleonart · Carregueu una nova foto d'aquesta obra                                                                   |
| Als morts i ferits dels bombardejos de 1938                                                | A la memòria dels 34 morts i / 124 ferits, víctimes dels bombardejos / de l'aviació franquista sobre el mercat i el barri de / la Barceloneta, el 16 de setembre de 1938, en el 70è aniversari. (16 de setembre de 2008) Ajuntament de Barcelona | 2008                                                                                     | bronze                                   | Pl. de la Font (Mercat de la Barceloneta) 41° 22′ 49″ N, 2° 11′ 22″ E / 41.3802°N,2.18941°E                                              | 08019/1754-24 | Als morts i ferits dels bombardejos de 1938 · Carregueu una nova foto d'aquesta obra                                                |
| Casal de Montserrat                                                                        | Aquí hi hagué el / Casal de Montserrat On, del 1947 al 1965, / s'hostatjaren grups i entitats / que lluitaren pel redreçament de / Catalunya 14 de maig de 2009 Ajuntament de Barcelona | 2009                                                                                     | bronze                                   | Arcs, 5 (Casa Bassols-Pignatelli) 41° 23′ 04″ N, 2° 10′ 28″ E / 41.38456°N,2.17456°E                                                     | 08019/1754-28 | Casal de Montserrat · Carregueu una nova foto d'aquesta obra                                                                        |
| Marià Manent i Cisa                                                                        | Marià Manent i Cisa / (Barcelona 1898 - 1988) / Poeta, crític literari / i traductor Va néixer i viure en aquesta casa Barcelona Poesia 2009 Ajuntament de Barcelona | 2009                                                                                     | bronze                                   | Doctor Dou, 11 41° 22′ 57″ N, 2° 10′ 08″ E / 41.3825634°N,2.168834°E                                                                     | 08019/1754-29 | Marià Manent i Cisa · Carregueu una nova foto d'aquesta obra                                                                        |
| Federico García Lorca                                                                      | En aquest teatre, el 24 de juny de / 1927 es va estrenar l'obra / Mariana Pineda de / Federico García Lorca, / Protagonitzada per Margarita Xirgu, amb decorats de Salvador Dalí. En record de les estretes relacions de / Federico García Lorca amb la cultura catalana. 25 de gener de 2010 Ajuntament de Barcelona | 2010                                                                                     | bronze                                   | Joaquín Costa, 68 (Centre Aragonès de Barcelona) 41° 23′ 03″ N, 2° 09′ 52″ E / 41.3840768°N,2.164306°E                                   | 08019/1754-32 | Federico García Lorca · Carregueu una nova foto d'aquesta obra                                                                      |
| Frederic Chopin                                                                            | El compositor polonès / Frederic Chopin / (Zekazowa-Wola, Polònia 1810 - París 1849) / s'hostatjà en aquest hotel durant / les seves visites a Barcelona, / els anys 1838 i 1839 200è aniversari del seu naixement Setembre de 2010 / Ajuntament de Barcelona | 2010                                                                                     | bronze                                   | La Rambla, 40 (Hotel Cuatro Naciones) 41° 22′ 45″ N, 2° 10′ 31″ E / 41.379162°N,2.1752017°E                                              | 08019/1754-35 | Frederic Chopin · Carregueu una nova foto d'aquesta obra                                                                            |
| Jaume Vicens i Vives                                                                       | Jaume Vicens i Vives (Girona 1910 - Lió, França 1960) / Historiador En aquest Arxiu documentà la política / del Consell de Cent / per a la seva tesi doctoral / Ferran II i la Ciutat de Barcelona, 1479 - 1516. Novembre de 2010 / Ajuntament de Barcelona | 2010                                                                                     | bronxe                                   | Santa Llúcia, 1 (Casa de l'Ardiaca) 41° 23′ 02″ N, 2° 10′ 33″ E / 41.38399°N,2.17571139°E                                                | 08019/1754-37 | Carregueu una nova foto d'aquesta obra                                                                                              |
| Fotògrafs Napoleón                                                                         | Aquí s'instal·là l'estudi dels / fotògrafs Napoleon, / anys 1853 -1933 / i es realitzà la primera projecció / cinematogràfica a Barcelona, / amb un aparell Lumière, 10-12-1896. Febrer de 2011 / Ajuntament de Barcelona | 2011                                                                                     | bronze                                   | La Rambla, 18 (Frontó Colom) 41° 22′ 40″ N, 2° 10′ 35″ E / 41.377866°N,2.176301479°E                                                     | 08019/1754-39 | Fotògrafs Napoleón · Carregueu una nova foto d'aquesta obra                                                                         |
| Miquel Coll i Alentorn                                                                     | EN AQUESTA CASA VA NEIXER / EL DIA 2 DE MAIG DE 1904 / MIQUEL COLL I ALENTORN / ENGINYER, HISTORIADOR I POLITIC / (1904 - 1990) | 1994                                                                                     | granit                                   | Fontanella, 13 41° 23′ 17″ N, 2° 10′ 20″ E / 41.38801°N,2.17224°E                                                                        | 08019/1756-1  | Miquel Coll i Alentorn · Carregueu una nova foto d'aquesta obra                                                                     |
| Martí Marcó                                                                                | REMEMBRANÇA D'EN: / MARTI MARCÓ I BARDELLA / NAT EN AQUESTA CASA EL / 9-12-59 I CAIGUT EN LLUITA PER / LES LLIBERTATS NACIONALS EL / 26-1-79. ELS SEUS COMPANYS DE: / ERC - JERC | c 1999                                                                                   | bronze                                   | Peu de la Creu, 16 41° 22′ 52″ N, 2° 10′ 01″ E / 41.3811431°N,2.1668922°E                                                                | 08019/1757-1  | Martí Marcó · Carregueu una nova foto d'aquesta obra                                                                                |
| Casa i Volta de Muntanyans                                                                 | CASA I VOLTA DE MUNTANYANS S.XVIII / Num. 166 del catàleg de / PATRIMONI ARQUITECTÒNIC HISTÒRICO-ARTÍSTIC / DE LA CIUTAT DE BARCELONA / CASA DE VEÏNS AMB ARCADA DE PEDRA, / CARREUS AL SÒCOL I DECORACIÓ PINTADA / RESTAURADA EL SEGLE XIX AMB NOUS / BALCONS DE LLOSANA DE PEDRA / EL PATRIMONI DEL BARRI PER AL BARRI | c. 2002                                                                                  | fusta                                    | Carders, 43 (Casa de la volta de Montanyans) 41° 23′ 14″ N, 2° 10′ 50″ E / 41.3873°N,2.18048°E                                           | 08019/1758-1  | Casa i Volta de Muntanyans · Carregueu una nova foto d'aquesta obra                                                                 |
| Antic Gremi de Carders                                                                     | CARDERS / 45-47-49 / EDIFICI DEL SEGLE XVIII / CONSTRUIT SOBRE / LA SEU MEDIEVAL DEL / GREMI DELS CARDERS | c 2002                                                                                   | marbre blanc                             | Carders, 45-47-49 (Hostal de l'Alba) 41° 23′ 15″ N, 2° 10′ 50″ E / 41.38746°N,2.18052°E                                                  | 08019/1759-1  | Antic Gremi de Carders · Carregueu una nova foto d'aquesta obra                                                                     |
| Scala Dei                                                                                  | El rei Alfons d'Aragó, envià dos / cavallers per tot Catalunya a la / recerca d'un lloc adient per fundar / una cartoixa. Sota la serra del / Montsant varen trobar un pastoret. / Ell els manifestà que en aquell lloc / s'havia reproduït el somni de Jacob, / és a dir, l'escala que pujava fins / al cel, amb àngels anant i venint. / Els cavallers consideraran el / Lloc adequat per bastir-hi una / Cartoixa que s'anomenaria, naturalment / SCALA DEI | Ceràmica: Castanys, Corbera de Llobregat c 1985                                          | ceràmica                                 | Portaferrissa, 20 41° 23′ 01″ N, 2° 10′ 23″ E / 41.38356°N,2.17301°E                                                                     | 08019/1760-1  | Scala Dei · Carregueu una nova foto d'aquesta obra                                                                                  |
| Beat Josep Oriol                                                                           | EN 23 DE NOVIEMBRE DE 1650, / EN EL SITIO QUE OCUPA ESTA CASA, REEDIFICADA EN 1856, / NACIO / EL BEATO DOCTOR JOSE ORIOL / MODELO DE SANTIDAD GLORIA DE BARCELONA | c. 1890                                                                                  | marbre blanc                             | Mare de Déu del Pilar, 4 41° 23′ 13″ N, 2° 10′ 37″ E / 41.38703°N,2.17693°E                                                              | 08019/1761-1  | Beat Josep Oriol · Carregueu una nova foto d'aquesta obra                                                                           |
| Joan Antoni Maragall i Noble                                                               | A / Joan Anton Maragall i Noble / 1902 -1993 / Fundador i primer President de l'Associació de Veïns / del carrer Petritxol i Plaça del Pi / 1947 - 1979 / Barcelona 1997 | 1997                                                                                     | llautó                                   | Petritxol, 5 41° 22′ 58″ N, 2° 10′ 23″ E / 41.38272°N,2.17309°E                                                                          | 08019/1763-1  | Joan Antoni Maragall i Noble · Carregueu una nova foto d'aquesta obra                                                               |
| Arca de Noè                                                                                | L'arca de Noé, el Zoo i l'Ajuntament de Barcelona, / amb motiu de la celebració del 75è aniversari de / la fundació de l'Arca i en homenatge al nostre / president-animal, Miquel Pallés “La Vespa”. / 23 de febrer de 2002 | 2002                                                                                     | alumini daurat                           | Parc de la Ciutadella (Zoo) 41° 23′ 06″ N, 2° 11′ 22″ E / 41.38507°N,2.18954°E                                                           | 08019/1765-1  | Carregueu una nova foto d'aquesta obra                                                                                              |
| Palau Meca                                                                                 | AQUEST EDIFICI FOU CONSTRUIT LA SEGONA MEITAT DEL SEGLE / XIII ALS FOGATGES DE FINALS DEL SEGLE XIV I COMENÇAMENTS / DEL XV APAREIX COM A ELEMENT PRINCIPAL D'IDENTIFICACIÓ / DE LA ZONA SOTA EL NOM DE PALAU DESPLÀ. POSTERIORMENT PERTANY A D'ALTRES FAMÍLIES NOTABLES / DE LA CIUTAT. DES DE 1561 RESTA VINCULAT A LA FAMÍLIA DE / JOSEP MECA I CASSADOR I PREN EL NOM DE PALAU MECA. DESPRÉS DE TRANSMISSIONS SUCCESSIVES EL 1901 LA FAMÍLIA / MONEGAL EN CEDEIX L'ÚS AL “MONTEPIO DE SANTA MADRONA”, / ORGANISME INTEGRAT EL 1920 A L'OBRA SOCIAL DE LA CAIXA DE / PENSIONS. EL 1978 LES DUES PLANTES SUPERIORS SÓN CEDIDES / PER LA CAIXA DE PENSIONS A L'AJUNTAMENT DE BARCELONA / PER A LES PRIMERES AMPLIACIONS DEL MUSEU PICASSO EL 1981 ARRAN DE LA COMMEMORACIÓ DEL CENTENARI DEL / NAIXEMENT DE PABLO PICASSO ES COMPLETÀ LA CESSIÓ DE / L'EDIFICI. L'AJUNTAMENT DE BARCELONA I “LA CAIXA” COL·LABORA- / REN EN LES OBRES D'AMPLIACIÓ INAUGURADES EL DIA ONZE DE / GENER DE 1982. | c 1985                                                                                   | marbre                                   | Montcada, 19 (Palau Meca) 41° 23′ 06″ N, 2° 10′ 52″ E / 41.38497°N,2.18116°E                                                             | 08019/1766-1  | Palau Meca · Carregueu una nova foto d'aquesta obra                                                                                 |
| Fructuós Canonge                                                                           | Fructuós Canonge. 1824 - 1890 Popular enllustrador que s'establí a la plaça Reial, de gran renom com a mag a la Barcelona del vuit-cents / Ajuntament de Barcelona / Agència del Paisatge Urbà | 2003                                                                                     | pintura                                  | Pas de l'Ensenyança, 2 41° 22′ 55″ N, 2° 10′ 37″ E / 41.38198°N,2.17684°E                                                                | 08019/1767-1  | Fructuós Canonge · Carregueu una nova foto d'aquesta obra                                                                           |
| Miguel de Cervantes                                                                        | ACCION CULTURAL / MIGUEL DE CERVANTES / EN RECUERDO DE LA ESTANCIA / EN ESTA CASA DEL AUTOR DEL QUIJOTE / Barcelona, 9 de Octubre de 1993 | 1993                                                                                     | bronze                                   | Pg. Colom, 2 41° 22′ 51″ N, 2° 10′ 53″ E / 41.38093°N,2.18144°E                                                                          | 08019/1768-1  | Miguel de Cervantes · Carregueu una nova foto d'aquesta obra                                                                        |
| Reforma de 1909                                                                            | L'Any 1.909 amb motiu de / la “reforma”, el nostre carrer / fou escapçat d'aquí fins a Jonqueres. / L'any 1.985, estaments, comerciants i / veïns dignifiquen el mateix recupe- / rant l'esperit de veïnatge per la ciutat. / Carrer Comtal - Desembre - 85 | 1985                                                                                     | ceràmica                                 | Comtal, 32 41° 23′ 12″ N, 2° 10′ 27″ E / 41.38679°N,2.17418°E                                                                            | 08019/1769-1  | Reforma de 1909 · Carregueu una nova foto d'aquesta obra                                                                            |
| Recer de Ciutat Vella                                                                      | Recer de Ciutat Vella T'agrada ser senzill carrer Amargós / cenyit entre casals i el de Comtal. / Un aire antic fa el teu camí agradós / mentre el silenci vetlla tot portal. Esquiu de gent, com un plançó enyorós / reculls del viure humil el fet cabdal, / t'escau sovint saber-te pensarós / i estimes més la pau que el gest banal. Veus de segles rondinen dintre teu, / pero ets manyac i docil sense preu / i el mur mes alt, no et veda cel ni estrella. Resta quiet carrer sense averanys, / ahir, avui, demà fes els teus anys / tocom tranquil, recer de Ciutat Vella. Novembre 1990 / Pere Vives i Sarri | 1990                                                                                     | ceràmica                                 | Amargós, 15 41° 23′ 11″ N, 2° 10′ 27″ E / 41.38647°N,2.17412°E                                                                           | 08019/1770-1  | Recer de Ciutat Vella · Carregueu una nova foto d'aquesta obra                                                                      |
| El Sol al Carrer Comtal                                                                    | El Sol al Carrer Comtal Aquest bell carrer Comtal / és l'Amor de Barcelona, / fins el sol, que vola alt, / tot el dia l'acarona. / Bell punt trenca l'albada / li envia. Llarga besada / que tenyeix d'ataronjats / les teulades i els terrats. / Seguint son camí eternal, / amb bes llarg i sensual, / vesteix façanes i asfalt / d'un blanc pur i virginal. / Fent camí cap a Ponent, / Nota que es va marfonent, / perquè sent l'enyorament, / d'aquest vell carrer Comtal / i fent un esforç final / el besa amb carmí i morats, / donant un aire espectral / a teulades i terrats / del nostre carrer Comtal / David Griñó i Garriga | Ceràmica Montserrat c 1980                                                               | ceràmica                                 | Comtal, 26 41° 23′ 12″ N, 2° 10′ 26″ E / 41.38666°N,2.17379°E                                                                            | 08019/1771-1  | El Sol al Carrer Comtal · Carregueu una nova foto d'aquesta obra                                                                    |
| Pregària a la Mare de Déu de Montserrat                                                    | Sra, no deixeu mai / A soles als veïns del / Carrer de les Moles | c 1982                                                                                   | ceràmica                                 | Moles, 4 41° 23′ 12″ N, 2° 10′ 24″ E / 41.3868°N,2.17339°E                                                                               | 08019/1772-1  | Pregària a la Mare de Déu de Montserrat · Carregueu una nova foto d'aquesta obra                                                    |
| Auca de la barriada                                                                        | Per enaltir el nostre barri / li han preparat / un pastís d'aniversari / amb tota solemnitat En el dia de Sant Jordi / preparant la bonyolada / bonyols per tota la gent / que degustarà encantada Un cop feta la paella / es comença a repartir / i la que li va al darrera, / doncs no trigarà en sortir. Aquí lluint ufanoses / amb gràcia llurs devantals / desfilant totes airoses / i el pastís descomunal. Perquè la festa ho demana / ingredients van preparant / per les dos bones paellas / que després repartiran. Un cop feta la paella / es comença a repartir / i la que li va al darrera, doncs no trigarà en sortir. Aquí están atrafagats / netejant la gran musclada / que diumenge oferiran / amb joia a la barriada. | 2003                                                                                     | ceràmica                                 | Pescadors, 50-52 41° 22′ 39″ N, 2° 11′ 22″ E / 41.37761°N,2.18938°E                                                                      | 08019/1773-1  | Auca de la barriada · Carregueu una nova foto d'aquesta obra                                                                        |
| Premi al carrer més ben guarnit                                                            | AJUNTAMENT DE BARCELONA / districte ciutat vella / I PREMI AL CARRER MES BEN / GUARNIT DE LES FESTES DE LA BARCELONETA / 1990 | 1990                                                                                     | ceràmica                                 | Pescadors, 49 41° 22′ 39″ N, 2° 11′ 22″ E / 41.37761°N,2.18944°E                                                                         | 08019/1774-1  | Premi al carrer més ben guarnit · Carregueu una nova foto d'aquesta obra                                                            |
| Lloa al carrer Pescadors                                                                   | Com el Carrer Pescadors en el món no n'hi ha dos, / Net, pulit i curios i amb un veïnat silenciós. | c 1982                                                                                   | ceràmica                                 | Pescadors, 48 41° 22′ 40″ N, 2° 11′ 22″ E / 41.37767°N,2.18935°E                                                                         | 08019/1775-1  | Lloa al carrer Pescadors · Carregueu una nova foto d'aquesta obra                                                                   |
| Festes populars de Catalunya                                                               | Santa Llúcia / Nadal / Els Reis / La Quaresma / Carnestoltes / Els tres tombs / Diumenge de Rams / Pasqua Florida / Sant Jordi / Sant Joan / Dia de Corpus / Tots Sants | c 1980                                                                                   | ceràmica                                 | Pescadors, 41 41° 22′ 41″ N, 2° 11′ 22″ E / 41.37792°N,2.18932°E                                                                         | 08019/1777-1  | Festes populars de Catalunya · Carregueu una nova foto d'aquesta obra                                                               |
| Cooperativa de la Fraternitat                                                              | COOPERATIVA de la FRATERNIDAD / Any 1879 - 2001 / Nombres y Apellidos de los Socios Fundadores / José Torrellas, José Gubern, José Castañé, / Eudaldo Figuls, Marcelino Miquel, Jaime Clará, / Francisco Granca, Miguel Pons, Juan Surana, / Pedro Estévanez, Juan Doménech, Antonio Perich, / Mariano Escandell, Ramón Blasco, Francisco Fané, / Nicolás Carratala, Francisco Martínez, / José Balart, Manuel Piferrer y Jaume Castañé. | 2001                                                                                     | ceràmica                                 | Pescadors, 39 41° 22′ 41″ N, 2° 11′ 21″ E / 41.378°N,2.18928°E                                                                           | 08019/1778-1  | Cooperativa de la Fraternitat · Carregueu una nova foto d'aquesta obra                                                              |
| Llegenda de Fra Garí                                                                       | Fra Garí, caminant de / quatre grapes, amb el / cos ple de pel i vagant / per Montserrat, acom- / plint la penitència / imposada pel Sant / Pare per haver abu- / sat i assassinat la / filla del comte de / Barcelona Han passat molts anys / i el comte satisfet pel / naixement d'un seu fill / ho cel·lebra organitzant / una cacera a Mont- / serrat on els cans / encerclen Fra Garí / i el compte el fa / captiu. El compte cel·lebra / a palau el tercer / mes del seu fill, / el presenta als a- / sistents i exibeix / el monstre caçat. / L'infant amb veu / clara pronuncia / la sentència: aixe- / can't Fra Garí que / Déu t'ha perdonat. Fra Garí mostra / la cova on havia / enterrat la filla del / compte, caven i apa- / reix la donzella / viva, sana i estalvi. | c 1980                                                                                   | ceràmica                                 | Comtal, 31 41° 23′ 13″ N, 2° 10′ 27″ E / 41.38686°N,2.17407°E                                                                            | 08019/1779-1  | Carregueu una nova foto d'aquesta obra                                                                                              |
| Sonet al Carrer Comtal                                                                     | Sonet al Carrer Comtal De sempre m'has temptat Carrer Comtal / exemple de la vella Barcelona. / Ens has llegat la història com cal. / Guifré el Pelós en fou fita pregona. Bell Palau de Valldaura, a l'avial / amb merlets, espitlleres i balcona / i arreu jardins frondosos. El Raval / fou boscatge preuat de la Corona. El Palau s'esfondrà per la reforma / i neixen carrerons d'antiga forma, / d'Amargós, Montsió, d'aire rural. Fa anys que el teu comerç és de primeres / senyor pel nom i honrat per les maneres. De sempre m'has temptat Carrer Comtal Sant Jordi 1995 / Pere Vives i Sarri -1992 | Sonet de Pere Vives i Sarri 1995                                                         | ceràmica                                 | Comtal, 15 41° 23′ 12″ N, 2° 10′ 24″ E / 41.3866°N,2.17347°E                                                                             | 08019/1779-2  | Sonet al Carrer Comtal · Carregueu una nova foto d'aquesta obra                                                                     |
| El vianant                                                                                 | Vianant que passeges / ets al Carrer Comtal / un carrer sense enveges, / plàcid i cordial. / Un carrer amb molta història / guarda'l sempre a la memòria / i estalviaràs molts cabdals / David Griñó | Sonet de David Griñó c 1980                                                              | ceràmica                                 | Comtal, 2 41° 23′ 11″ N, 2° 10′ 21″ E / 41.38626°N,2.17258°E                                                                             | 08019/1779-3  | El vianant · Carregueu una nova foto d'aquesta obra                                                                                 |
| Adéu                                                                                       | Ara marxo amb recança / i el cor em fa molt mal / perquè m'entra l'anyorança / en deixar el carrer Comtal | Sonet de David Griñó c 1980                                                              | ceràmica                                 | Comtal, 1 41° 23′ 11″ N, 2° 10′ 21″ E / 41.3863°N,2.1726°E                                                                               | 08019/1779-4  | Adéu · Carregueu una nova foto d'aquesta obra                                                                                       |
| El Món en un Carrer                                                                        | El Mon en un Carrer Un carrer és tot, cruïlla de camins, / el banc del vell, la cursa dels infants, / la posada que acull els pelegrins / i el recer de tendresa dels amants. / Un carrer és tot indicis de jardins / en forma de parterres ciutadans, / el sol besant la pell dels llombardins / i la lluna als geranis rutilants. / I botigues arreu, preuats botins / del pa, les flors, les nines o els coixins / per a omplir-nos les hores i les mans. / Un carrer és tot si hi neix de molt endins, / la guspira d'amor dels seus veïns / que encén el goig al cor dels vianants. Miquel-Lluís Muntané Estiu 1997 / Ceràmica / Montserrat | Ceràmica: Ceràmica Montserrat Poema de Miquel-Lluís Muntané 1997                         | ceràmica                                 | Comtal, 26 41° 23′ 12″ N, 2° 10′ 26″ E / 41.38666°N,2.17379°E                                                                            | 08019/1781-1  | El Món en un Carrer · Carregueu una nova foto d'aquesta obra                                                                        |
| Història del carrer Moles. Un cavaller de Sarrià                                           | En els seus origens aquest / Carrer es digué d'En Sarrià / que era una Família de Cavallers / que posseia un castell a Sarrià i es distingiren / en la Conquesta de Valencia, tenin una / finca en aquest lloc, abans d'obrir el carrer. | Ceràmica Montserrat c 1981                                                               | ceràmica                                 | Moles, 4 41° 23′ 12″ N, 2° 10′ 24″ E / 41.3868°N,2.1734°E                                                                                | 08019/1782-1  | Història del carrer Moles. Un cavaller de Sarrià · Carregueu una nova foto d'aquesta obra                                           |
| Història del C. Moles. Els molers                                                          | Ja en el segle xiv, el Carrer / prengué el nom actual “De / les Moles”, perquè en aquest lloc / sota la muralla, hi havia varis “picapedrers / o molers”, que obraven moles / per moldre i també esmolar. | Ceràmica Montserrat c 1981                                                               | ceràmica                                 | Moles, 11 41° 23′ 13″ N, 2° 10′ 24″ E / 41.38693°N,2.17322°E                                                                             | 08019/1782-2  | Història del C. Moles. Els molers · Carregueu una nova foto d'aquesta obra                                                          |
| Història del carrer Moles. El segle XV                                                     | Segons un cens de la nostra Ciutat / del s.XV, en aquest carrer hi ha / via una vintena de molers, i les moles / que obraven amb la pedra de Montjuïc, / encara avui son considerades com les / millors, i tenen gran estima en molineria | Ceràmica Montserrat c 1981                                                               | ceràmica                                 | Moles, 16 41° 23′ 14″ N, 2° 10′ 23″ E / 41.38715°N,2.17308°E                                                                             | 08019/1782-3  | Història del carrer Moles. El segle XV · Carregueu una nova foto d'aquesta obra                                                     |
| Gegants del Pi                                                                             | DONATIU DE LA CERAMISTA / M. GUIVERNAU EN LA RECONSTRUCCIO / DELS GEGANTONS DEL PI SEGONS / PROJECTE DE EVARIST MORA / 12 juny 1960 | Ceràmica: M. Guivernau 1960                                                              | ceràmica                                 | Petritxol, 1 41° 22′ 58″ N, 2° 10′ 24″ E / 41.38265°N,2.1732°E                                                                           | 08019/1790-1  | Gegants del Pi · Carregueu una nova foto d'aquesta obra                                                                             |
| Cu-cut, Patufet i Virolet                                                                  | EN HOMENATGE / ALS HOMES / QUE EN AQUESTA CASA / DONAREN VIDA / AL “CU-CUT!”, “EN PATUFET” I / EL “VIROLET” / 28-XI-1985 | 1985                                                                                     | marbre                                   | Cardenal Casañas, 4 41° 22′ 53″ N, 2° 10′ 24″ E / 41.38151°N,2.17346°E                                                                   | 08019/1795-1  | Cu-cut, Patufet i Virolet · Carregueu una nova foto d'aquesta obra                                                                  |
| Casa Arquitecte Fargas                                                                     | 1922 / CASA ARQUITECTE FARGAS / 2003 | 2003                                                                                     | llautó                                   | Via Laietana, 13 41° 22′ 59″ N, 2° 10′ 47″ E / 41.38316°N,2.17972°E                                                                      | 08019/1796-1  | Casa Arquitecte Fargas · Carregueu una nova foto d'aquesta obra                                                                     |
| Els Bombers de Barcelona al Dr. Fleming                                                    | A LA MEMORIA DE / Sir ALEXANDER FLEMING / LOS BOMBEROS DE BARCELONA / AÑO MCMLV | 1955                                                                                     | marbre i bronze                          | Jardins del Doctor Fleming 41° 22′ 54″ N, 2° 10′ 10″ E / 41.3816624°N,2.169563770°E                                                      | 08019/1803-2  | Els Bombers de Barcelona al Dr. Fleming · Carregueu una nova foto d'aquesta obra                                                    |
| Montepio de Matarifes a Fleming                                                            | MONTEPIO UNION DE EMPLEADOS / DEL MATADERO DE BARCELONA / LOS MATARIFES MUNICIPALES DE / BARCELONA A LA MEMORIA DE / SIR ALEXANDER FLEMING / 23 · IX · 66 | 1966                                                                                     | marbre                                   | Jardins del Doctor Fleming 41° 22′ 54″ N, 2° 10′ 11″ E / 41.3816664°N,2.169622°E                                                         | 08019/1803-3  | Montepio de Matarifes a Fleming · Carregueu una nova foto d'aquesta obra                                                            |
| Bombardeigs del 1938                                                                       | EN MEMÒRIA DE LES VÍCTIMES / DELS BOMARDEIGS / DE BARCELONA DE MARÇ DE 1938 / Barcelona, abril de 2003 | 2003                                                                                     | acer                                     | Pl. de Joan Amades 41° 22′ 53″ N, 2° 10′ 06″ E / 41.3813524°N,2.1682709°E                                                                | 08019/1825-2  | Bombardeigs del 1938 · Carregueu una nova foto d'aquesta obra                                                                       |
| Ruta Europa del Modernisme                                                                 | RUTA EUROPEA DEL MODERNISME KM 0 / 1 JUNY 2000 / VIENA - GLASGOW - HELSINKI - / ALCOI - KECSKEMET - ALGER - LIUBLIANA / DRESDEN - ALESUND - SUBOTICA - NOVA YORK / ROSARIO - LIEJA -ANVERS - MOSCOU - LISBOA - TORÍ / BRUSSEL·LES - L'ESPLUGA DE FRANCOLÍ - BUDAPEST / L'HAVANA - HAGEN - PALMA DE MALLORCA - MELILLA / MUNIC - REUS - CANET DE MAR - LUDERITZ - GRETZ - WEIMAR / ISTANBUL - ZURIC - CAMAGÜEY - VALPARAÍSO - COMILLAS / CHICAGO - DARMSTADT - LA GARRIGA - VALENCIA - TRONDHEIM / SABADELL - SANT BOI DEL LLOBREGAT - CIUTAT DE MÈXIC / ORA - BUENOS AIRES - ASTORGA - NOVELDA - PALERM - OLOT / RIGA - PARIS - COLONIA - SANTA COLOMA DE CERVELLÓ - MAR DEL PLATA - SANT PETERSBURG - TERRASSA / PESARO - TAMPERE - SANT JOAN DESPÍ - PONCE / BERLIN - SITGES - PRAGA - SAINT-GILLES / TUNIS - NANCY - TALLIN - BARCELONA | 2000                                                                                     | bronze                                   | Pg. Lluís Companys, davant l'Arc de Triomf (abans al pg. de Gràcia, 41) 41° 23′ 28″ N, 2° 10′ 49″ E / 41.391236°N,2.180394°E             | 08019/2756-1  | Ruta Europa del Modernisme · Carregueu una nova foto d'aquesta obra                                                                 |